# 国道16号

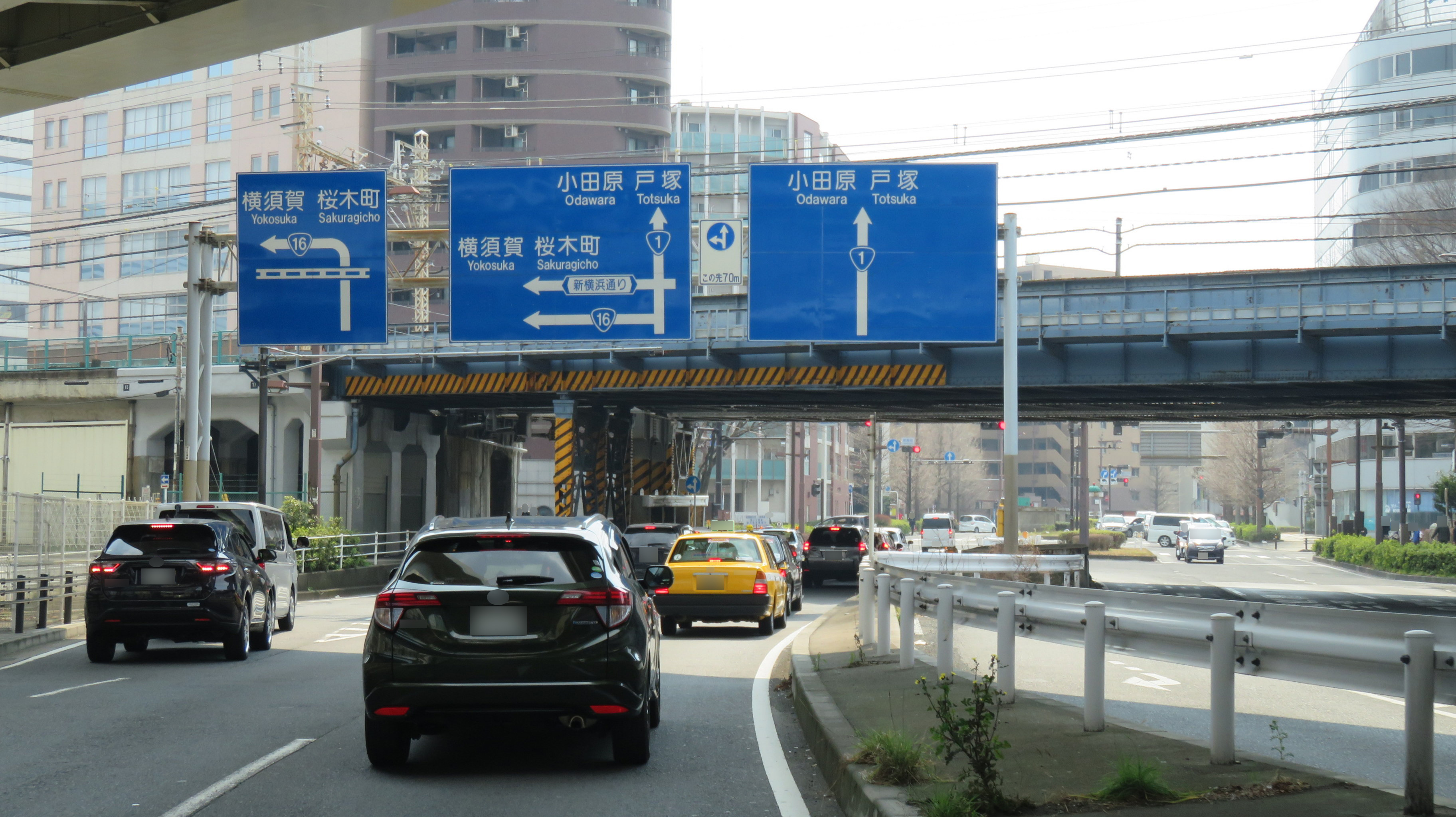
国道16号の起点・終点である高島町交差点（神奈川県横浜市西区）

国道16号（こくどう16ごう）は、神奈川県横浜市を起終点とし、首都圏を環状に結ぶ一般国道である。区間によって東京環状（相武国道事務所管内）、八王子街道、横須賀街道（横浜国道事務所管内）などの通称がある。

## 概要
東京都心部を中心軸として、神奈川県横浜市西区の高島町交差点を起点に、横浜市、東京都町田市、神奈川県相模原市、東京都八王子市、埼玉県川越市・さいたま市、千葉県柏市・千葉市・八千代市・木更津市を経由して、高島町交差点を終点とする一般国道の路線である。東京近郊を環状に結ぶ数少ない道路であり、東京都多摩地域を南北に縦断する唯一の国道でもある。日本で起点と終点が一致した環状国道は、本道と国道302号のみである。
東京湾口に海上区間があり、観音崎（神奈川県横須賀市） - 富津岬（千葉県富津市）間は分断区間となっていて、海上が代替のフェリーで結ばれることにより、環状道路を形成していた。2020年代、この近くの東京湾口で実際運航されている航路は東京湾フェリーの久里浜港（横須賀市）金谷港（富津市）で、東京湾を道路で横断している東京湾アクアラインは北方の神奈川県川崎市と千葉県木更津市を連絡している。
首都圏の郊外・ベッドタウンを結んで膨大な沿道人口を抱え、それを対象としたロードサイド店舗が並ぶ。このため、日本の社会や消費について考察・分析する対象とされることがある。1960年代以降、東京のベッドタウンとして急激に人口が増加したエリアであることから、そごうやダイエーは国道16号に沿って店舗展開を行った（レインボーの法則）。16号周辺に長く暮らした人が増えるに連れ、東京都心とも田舎とも異なる、成熟したライフスタイルや文化が形成されているとも指摘され、緑地を保全・再生する動きも広がっている。
東京近郊の主要な郊外都市を結ぶため、日中は交通量が非常に多く、自動車の流れが良くない区間が多い。保土ヶ谷バイパスなどでは朝のラッシュ時に全線にわたる交通渋滞が頻発する。車線数は片側2車線区間が大部分を占め、保土ヶ谷バイパスなどの片側3車線区間も一部存在する。一方、千葉県富津市内などにバイパスとして整備されていない片側1車線区間もわずかながら存在する。環七通りや環八通りと共に、東京都心部（千代田区・港区・中央区）からの距離を表す基準となっている。この位置で直線距離で約30 - 40 kmである。

### 路線データ
一般国道の路線を指定する政令に基づく起終点および重要な経過地は次の通り。
- 起点・終点：横浜市（西区、高島町交差点 = 国道1号交点）
- 重要な経過地：町田市、大和市、相模原市、八王子市、昭島市、福生市、羽村市、入間市、狭山市（鵜ノ木）、川越市、大宮市[注釈 3]、岩槻市[注釈 4]、春日部市、埼玉県北葛飾郡庄和町[注釈 5]、野田市、柏市、船橋市（小室町）、八千代市、千葉市、市原市（姉崎海岸）、袖ケ浦市（福王台三丁目）、木更津市、君津市（人見）、富津市（富津）、横須賀市
- 総延長：348.4 km（埼玉県 40.2 km、さいたま市 16.5 km、千葉県 92.7 km、千葉市 33.7 km、東京都 37.4 km、神奈川県 32.2 km、横浜市 80.2 km、相模原市 15.4 km）重用延長、未供用延長（海上区間）を含む[8][注釈 6]
- 重用延長 : 1.2 km（埼玉県 - km、さいたま市 - km、千葉県 - km、千葉市 - km、東京都 - km、神奈川県 - km、横浜市 1.2 km、相模原市 - km）[8][注釈 6]
- 未供用延長 : 21.0 km（埼玉県 - km、さいたま市 - km、千葉県 5.0 km、千葉市 - km、東京都 - km、神奈川県 - km、横浜市 16.0 km、相模原市 - km）[8][注釈 6]
  - 未供用延長のうち海上区間 : 5.0 km（埼玉県 - km、さいたま市 - km、千葉県 5.0 km、千葉市 - km、東京都 - km、神奈川県 - km、横浜市 - km、相模原市 - km）、東京湾[8][注釈 6]
- 実延長 : 326.2 km（埼玉県 40.2 km、さいたま市 16.5 km、千葉県 87.7 km、千葉市 33.7 km、東京都 37.4 km、神奈川県 32.2 km、横浜市 63.0 km、相模原市 15.4 km）[8][注釈 6]
  - 現道 : 307.0 km（埼玉県 40.2 km、さいたま市 16.5 km、千葉県 87.7 km、千葉市 33.7 km、東京都 37.4 km、神奈川県 32.0 km、横浜市 54.2 km、相模原市 14.9 km）[8][注釈 6]
  - 旧道 : なし[8][注釈 6]
  - 新道 : 19.2 km（埼玉県 - km、さいたま市 - km、千葉県 - km、千葉市 - km、東京都 9.9 km、神奈川県 - km、横浜市 8.8 km、相模原市 0.5 km）[8][注釈 6]
- 指定区間：横浜市西区桜木町七丁目41番21 - 富津市富津字東町1503番の1、横須賀市走水二丁目1069番1 - 横浜市西区桜木町七丁目41番3[9]
- 海上区間：千葉県富津市富津（富津岬） - 神奈川県横須賀市走水（観音崎付近）。この区間を直接結ぶ交通機関はないが、東京湾フェリーが近くを航行している。東京湾を横断する第2の道路として東京湾口道路を建設する構想がある。
- 雨量規制区間：なし

## 歴史
歴史的に国道16号は横浜 - 横須賀間とそれ以外の部分とに分けられる。

### 横浜 - 横須賀間
横浜 - 横須賀間が国道に指定されたのは、1887年（明治20年）のことであり、同年7月2日の勅令第28号によって各地の鎮守府に至る道路は国道とされることに決まり、同年7月8日に「国道45号」（東京より横須賀鎮守府に達する路線）として指定された。この路線は現在の国道15号とほぼ同じである当時の「国道1号」（東京より横浜に達する路線）と重複しており、同路線を延長するものであった。1920年（大正9年）施行の旧道路法に基づく路線認定では、旧国道45号がそのまま「国道31号」（東京市より横須賀鎮守府所在地に達する路線）となり、1952年（昭和27年）12月4日の新道路法に基づく一級国道の路線指定で「一級国道16号」（横浜市 - 横須賀市）に指定された。一級国道16号の当初の終点は走水ではなく、少し手前の横須賀中心市街にあった。横浜 - 横須賀間が一級国道に指定された理由は、明治期以来の軍港であった横須賀が、国家戦略上において重要視されていたためである。

### 横浜 - 富津間
江戸時代の横浜 - 八王子間は、神奈川宿から八王子を経て甲州街道へと通じる主要な街道で（「神奈川往還」「町田街道」参照）、年貢の輸送や村の産物を運び交換するなど、生活上必要な道であった。元禄・享保期の頃から街道として使用されていた。また、江戸時代から明治の頃は、津久井の生糸、絹織物を買い付けに往来する外国商人の姿も多かったという。
また、八王子 - 入間間は、日光脇往還と呼ばれ、現在は入間で分岐する国道407号などを通して八王子から東照宮のある日光へ向かう街道として賑わいを見せたことから、沿道は宿場町として発展した。
1953年（昭和28年）5月18日の新道路法に基づく二級国道の路線指定で、横浜市 - 千葉市間が「二級国道129号東京環状線」に、千葉市 - 木更津市間は「二級国道127号館山千葉線」の一部として国道に指定される。

### 環状線化
1963年（昭和38年）4月1日に一級国道と二級国道の再編が行われた際に、それまでの二級国道127号館山千葉線の一部（木更津 - 千葉間）と二級国道129号東京環状線を一級国道16号に統合し、同時に横須賀市街 - 走水間と木更津市 - 富津市間の道路が国道指定され、一級国道16号は横浜市を起終点とする路線となった。二級国道127号の残余区間は、そのまま二級国道127号館山木更津線として再指定され、二級国道129号は平塚市 - 相模原市間の主要地方道が昇格して「二級国道129号平塚相模原線」に再指定された。二級国道2路線が一級国道16号に組み込まれた理由は、1962年（昭和37年）に当時の建設省が富津 - 走水間に巨大橋梁を架けるプラン・東京湾口道路構想を打ち出し、この布石として一級国道16号を東京湾と都心を中心とする環状路線として指定したからである。
- 1965年（昭和40年）4月1日の道路法改正によって国道の一級・二級の区分がなくなり、全て一般国道へ再編されたため、「一級国道16号」から「一般国道16号」となる。

### 供用・路線指定の沿革
【横浜国道事務所管内】
【相武国道事務所管内】
【埼玉県区間】
【千葉県区間】
- 1966年（昭和41年）4月 呼塚 - 桜台 開通[19]
- 1966年（昭和41年）8月10日 若柴 - 呼塚 開通[20][21]
- 1968年（昭和43年）3月 柏市若柴 - 柏市大島田 供用[22]
- 1968年（昭和43年）3月 八千代市島田 - 八千代市米本 供用[22][23]
- 1969年（昭和44年） 船橋市小室町 - 船橋市小野田町 2.2 km供用
- 1969年（昭和44年） 千葉市長沼原町 - 千葉市天台町 4.2 km
- 1970年（昭和45年） 八千代市米本 - 八千代市辺田前 供用[23]
- 1970年（昭和45年） 千葉市横戸町 - 千葉市大日町 供用
- 1970年（昭和45年） 野田市 - 千葉市 全線供用[24]

## 路線状況

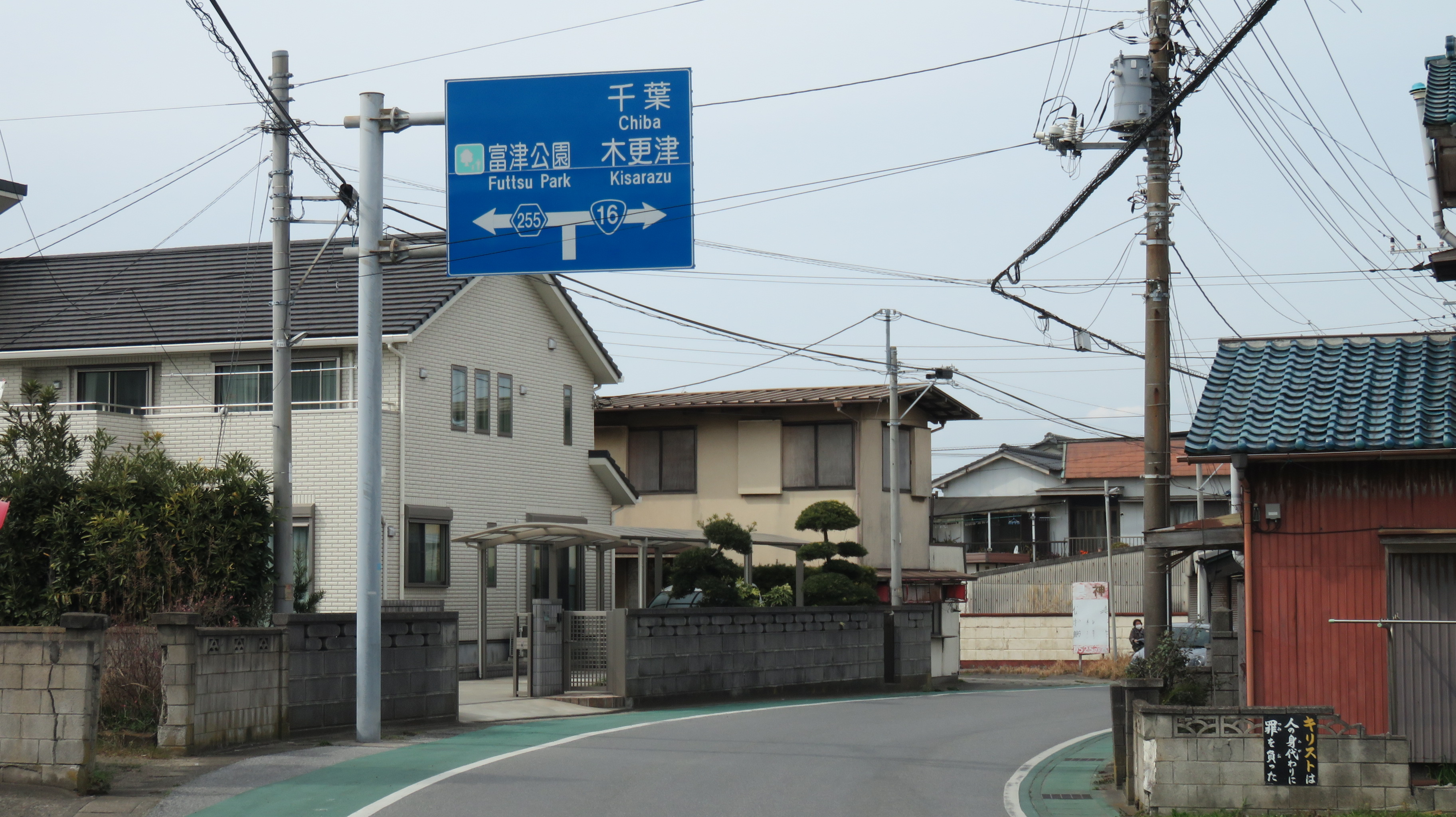
千葉県富津市の端部
富津岬付近 千葉県富津市富津

環状路線であるものの、東京湾の海上区間があるため「東京環状道路」の別名に反して完全な環状道路となっておらず、また神奈川県横須賀市と千葉県富津市の端部はいずれも東京湾の港湾とも接続していない。法令上の起終点は横浜市になっているが、事実上の道路末端は、東側は富津市富津交差点で、西側は横須賀市走水交差点で終わっている。将来は「東京湾口道路」という地域高規格道路の候補路線で結ばれる計画となっており、その神奈川県側の連絡道が国道16号にも指定されている横浜横須賀道路である。東京湾の分断区間の代替交通手段として、近郊航路である東京湾フェリー（金谷港 - 久里浜港）を利用して迂回できる。「東京湾口道路」の計画については、1兆4,000億円以上の建設費をかけて1997年（平成9年）に開通した東京湾アクアライン（国道409号）が膨大な累積赤字を出し続ける中、事業の採算性が疑問視されて2008年（平成20年）に棚上げとなることが決定し、事業化されることなく計画に終わることがほぼ確定している。

### 東京都・神奈川県区間

#### 横浜国道事務所区間

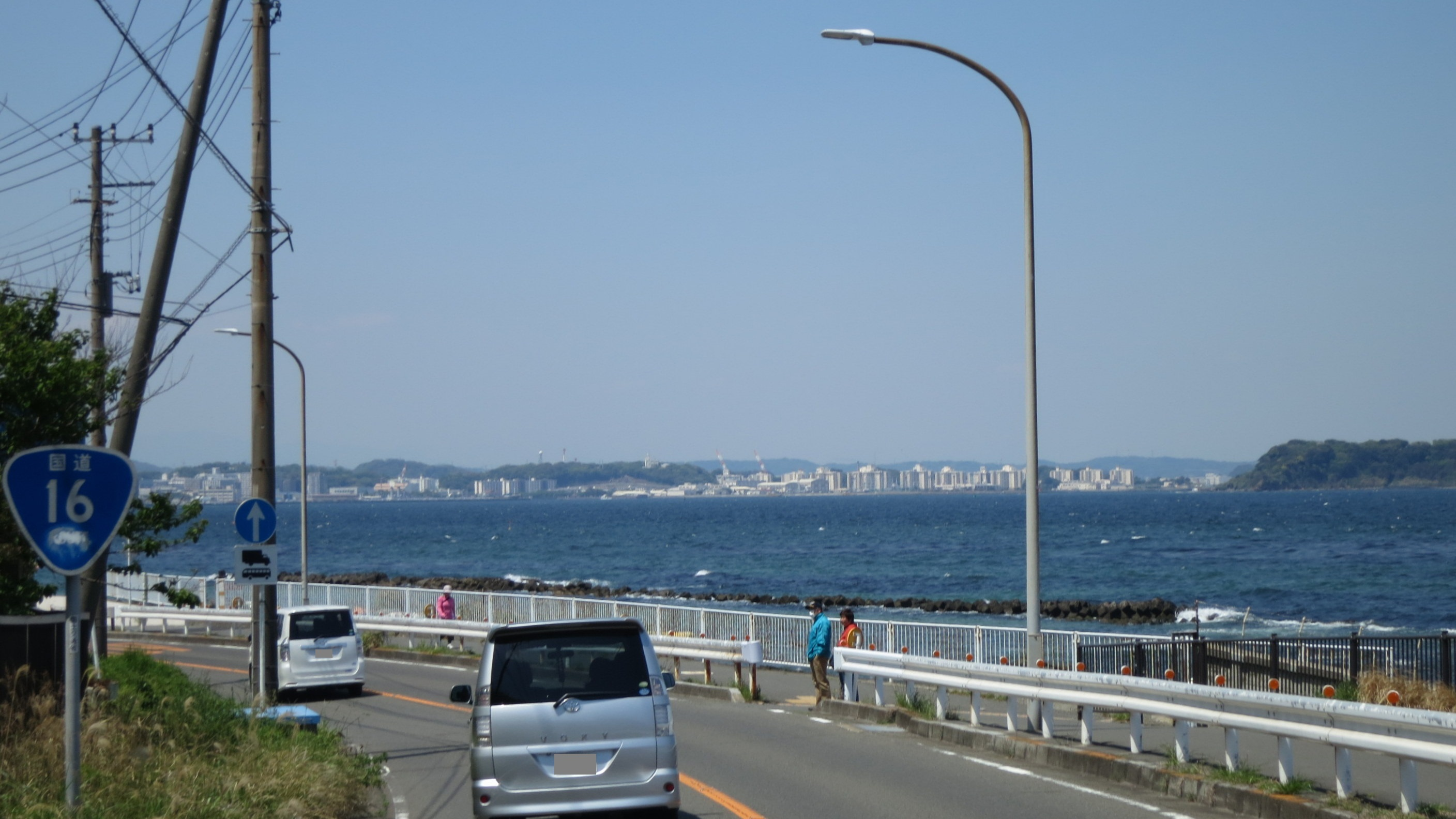
観音崎周辺
神奈川県横須賀市走水

起点・終点は国道1号と交差する横浜市西区高島町の高島町交差点である。ここから横須賀市走水へは、東京湾の海岸線とJR根岸線・京急本線沿いの横須賀街道を走り横須賀市中心街を経て、横須賀市三春町の三春町二丁目交差点から馬堀海岸沿いの横須賀海岸通りに入り込む。馬堀海岸を過ぎると在来の2車線道路に変わり、走水2丁目の防衛大学校走水集会場前の小さな三差路までが国道で、その先の道路は神奈川県道209号観音崎環状線に変わる。
一方、横須賀から横浜方面に向かう国道16号は、起終点の高島町交差点で全車線が右折レーンとなっており、通行車両は国道1号東京方面にしか行けないため起終点をまたいでの走行はできない。八王子方面に向かう場合は、国道16号に並行する桜川新道（神奈川県道13号横浜生田線）を経由して高島町交差点で左折する。国道1号との重複区間を西に進み、浜松町交差点で別れて北西へ進むと横浜環状2号線交点（川島）を経て、保土ヶ谷バイパス本線部と上川井IC付近で合流する。このあたりで現道と並行するバイパス道路の保土ヶ谷バイパスは、自動車専用道路ながら通行料無料のために利用者が多く、日本で最も交通量が多い一般道となっている。なお、上川井IC付近から後述する大和市内までは、現道の開通まで使用された目黒交差点・つきみ野駅付近を経由する旧道が存在するが、既に国道指定からは外れている。
上川井IC付近での保土ヶ谷バイパスとの合流後は、地平部が大和バイパス（現道）、高架部が保土ヶ谷バイパスの二層となり、東京都町田市へ入り、東名高速道路横浜町田IC、国道246号交点（東名入口交差点）へと続く。

#### 相武国道事務所区間

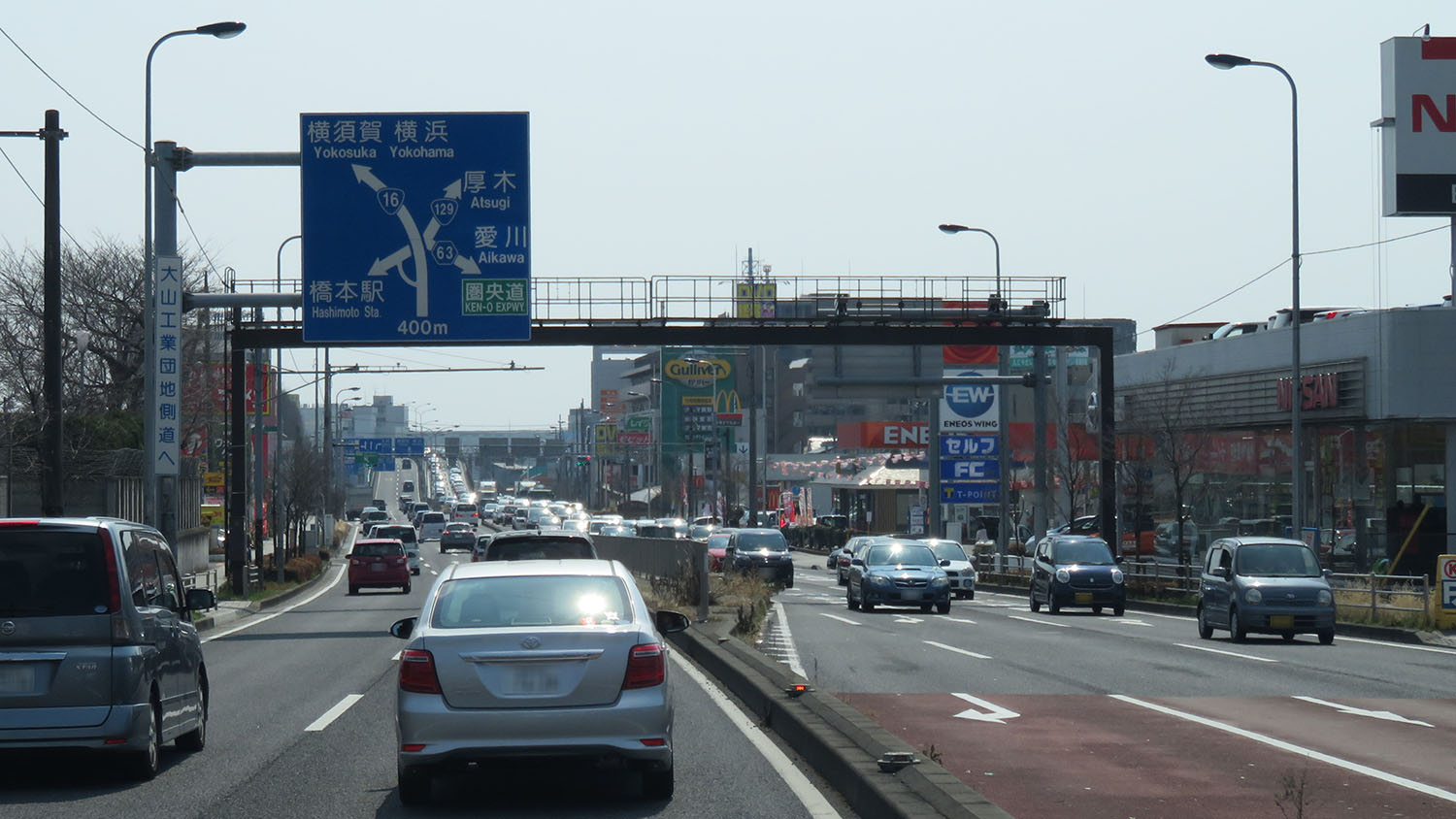
神奈川県相模原市緑区橋本
国道129号との分岐付近

東名入口交差点からは相武国道事務所が所管する区間となる。東京都町田市と神奈川県横浜市の都県境ではなく、町田市内の交差点上に境界が存在する。横浜区間の上川井IC付近の保土ヶ谷バイパス本線から横浜町田ICまでは立体化されたが、継続して日中などに慢性的な2 km以上の渋滞が発生したため、相武区間でも町田市東名入口交差点の立体化工事（保土ヶ谷バイパスII期、町田立体事業）が行われた。保土ヶ谷バイパスの延伸により、横浜方面 - 南町田グランベリーパーク駅北側の地平部（大和バイパス）接続地点まで完全な立体交差で結ばれた。なお、町田立体は川崎国道事務所による事業である。町田立体については大和バイパスのページを参照。
境川を渡ると再度神奈川県に入る。かつて国道16号であった旧道（神奈川県道・東京都道56号目黒町町田線）と大和バイパスの接続地点より、相模大野駅至近の谷口陸橋までは片側3車線の広幅員道路となっている。この付近から橋本付近まではカーブがほとんど無い長い直線区間となるほか、町田市との都県境に沿う経路となるため町田市方面への流出入も多い。この付近の区間は町田市側を並行する町田街道と共に神奈川往還や浜街道、絹の道などとも呼ばれ、江戸時代後期頃から明治期にかけては八王子より横浜港への絹の産出に多く利用された歴史がある。鵜野森を過ぎると、ロードサイドの大型店舗やファミリーレストランが立ち並ぶ街並みとなる。その後も相模原市の直線状の道をしばらく進み、橋本高架橋を直進して国道413号およびJR横浜線を立体交差で越えると、一般道路の現道と八王子バイパスの分岐である元橋本交差点へと至る。
相模原市中央区付近は道幅が広く、片側2車線で側道や街路樹や広い歩道が整備されている。これは、自動車用の高速車線、馬車や荷車など緩速車線と歩道を分離した名残である。この相模原市街地の並木道は、1994年（平成6年）に読売新聞社選定の「新・日本街路樹100景」の1つに選定されている。戦時中に軍都計画が持ち上がった際の緊急時に滑走路として使えるようにした説がある。一部区間では側道を活用して自転車専用通行帯が2017年（平成29年）までに順次整備された。
橋本方面から本線をそのまま直進すると2015年10月に償還が終了し、無料区間となった八王子バイパスとなる。再度東京都町田市へ入ってすぐの町田街道との立体交差（相原IC）があり、北野街道をオーバーパス、打越出口までは信号がない完全立体交差で、自転車、歩行者の通行は不可（自転車・歩行者は別に整備された歩道を走行することとなる）。その後国道20号をオーバーパスし左入橋交差点で再度現道と接続するが、北野街道以北はロードサイド店舗が集積し、一部区間では流れが悪い（「打越出口では時間帯により渋滞が発生します」の注意書き有り）。

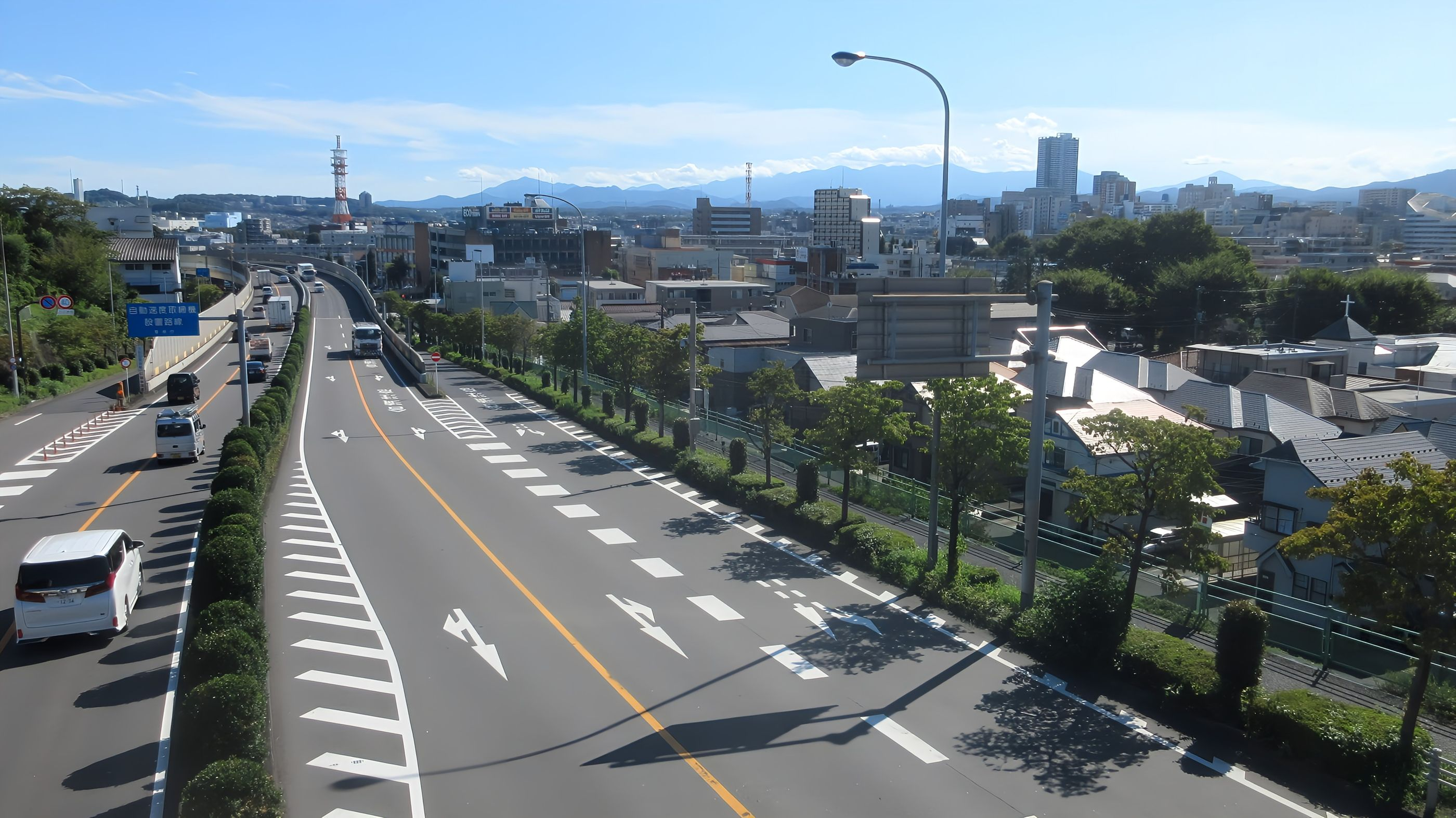
八王子市の大和田町 (右手奥がサザンスカイタワー八王子)

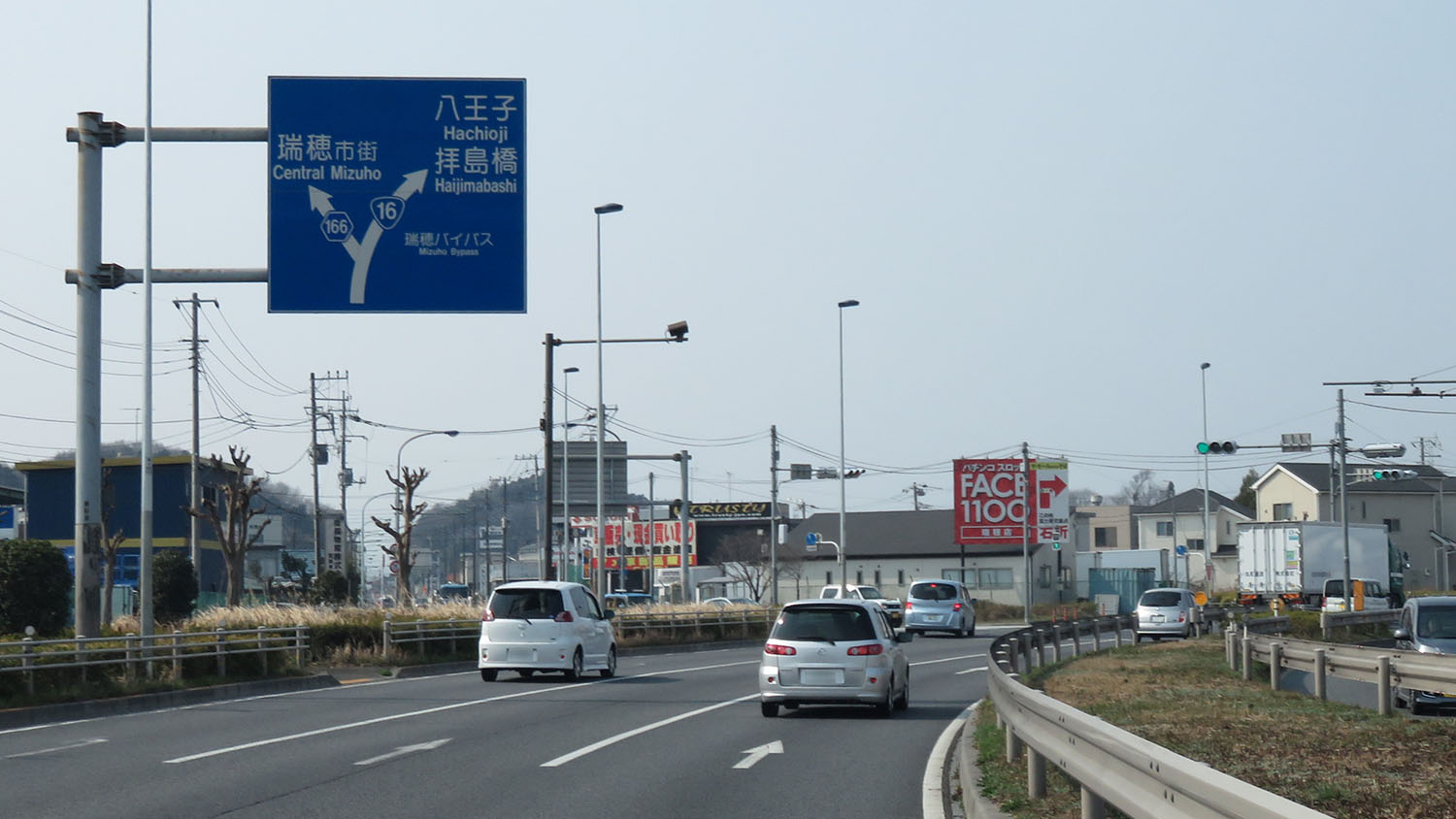
瑞穂バイパス
東京都西多摩郡瑞穂町

一方、現道は元橋本交差点で逸れ、バイパス同様に町田市内へ入ると町田街道と平面交差、尾根を過ぎ鑓水付近から八王子市内に入り、八王子バイパス鑓水ICをくぐって御殿峠を越える。なお、元橋本交差点より万町交差点までは片側一車線となる。町田街道、北野街道、甲州街道などの主要道路やJR中央線の踏切と交差するため、朝夕を中心に流れは悪い。甲州街道（片側二車線）と一部区間を共有した後、北側に進路を変えて浅川橋を渡り、「稲荷坂」と呼ばれる丘陵を越える。この区間は八王子拡幅として2018年1月14日に4車線化の拡幅が完了した。谷野街道入口南交差点を通過すると、中央自動車道八王子ICと接続する。左入橋交差点でバイパスと接続するが、現道・バイパスそれぞれ二車線分（都合4車線分）の交通量が二車線に集約されるため付近はしばしば渋滞している。
左入橋交差点を抜けて坂を上がると多摩川が目前に広がり、拝島橋が横切っている。その先、堂方上交差点を左に曲がるが、小荷田交差点までの1.5 kmは新奥多摩街道（東京都道29号立川青梅線） との重複区間となっている。この区間は外回り（新奥多摩街道・下り）2車線、内回り（新奥多摩街道・上り）3車線の変則区間であるが、道路幅はどちらも同じである。内回りは本来2車線のところを右折車対策として3車線としてあるために車線幅が狭く、大型車は車線に余裕がない。
小荷田交差点から武蔵野橋を過ぎ、3000メートル級滑走路を持つ米軍横田基地を右に見ながらしばらく進むと旧道（現・東京都道166号瑞穂あきる野八王子線）と箱根ケ崎駅周辺を迂回する瑞穂バイパスの分岐に差しかかる。分岐のトンネルを抜けると青梅街道との立体交差がある。瑞穂バイパスを抜けると再度旧道と合流、すぐに埼玉県入間市となる。

### 大宮国道事務所区間（埼玉県内）

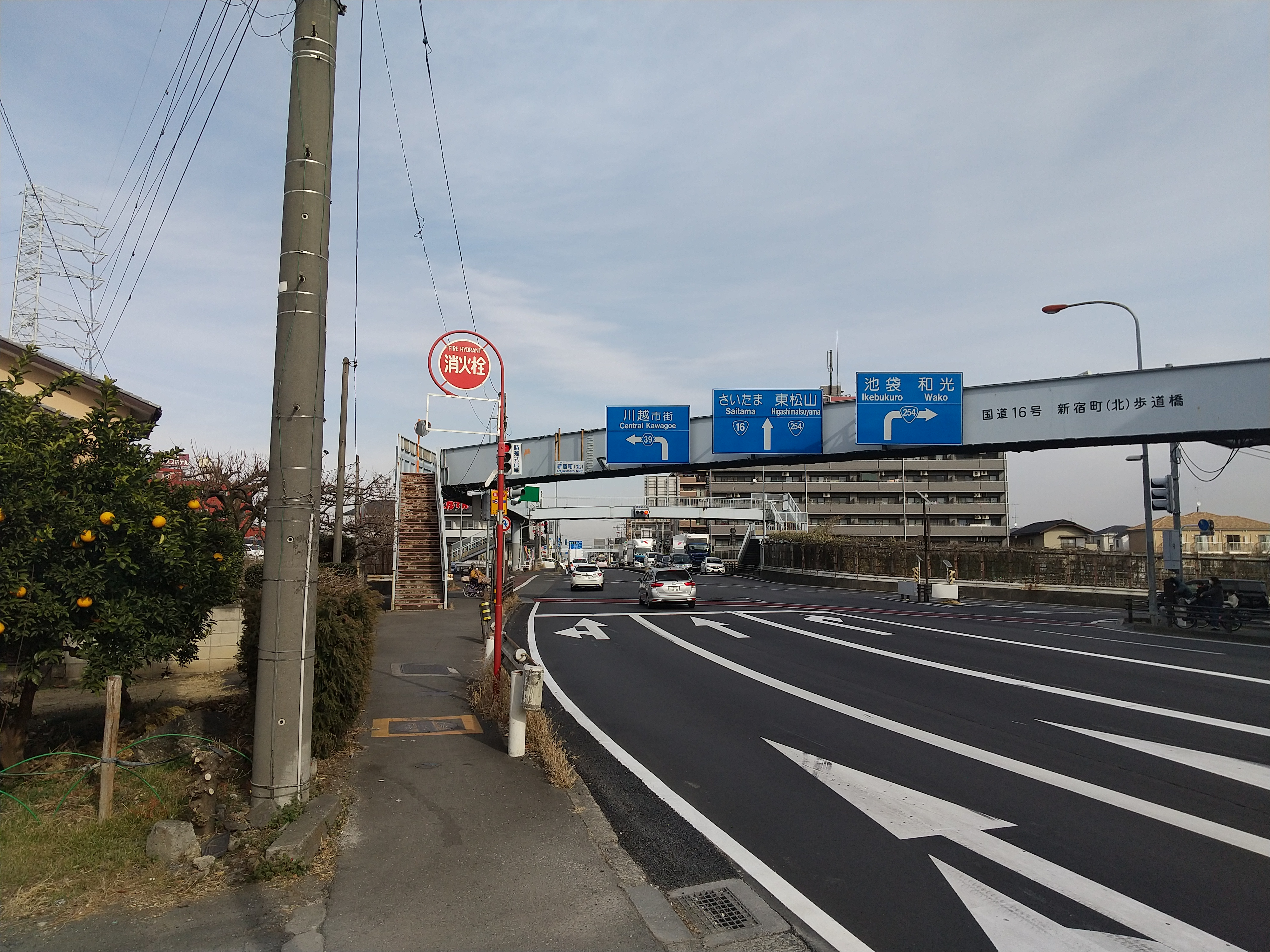
埼玉県川越市新宿町
国道254号との交差点付近

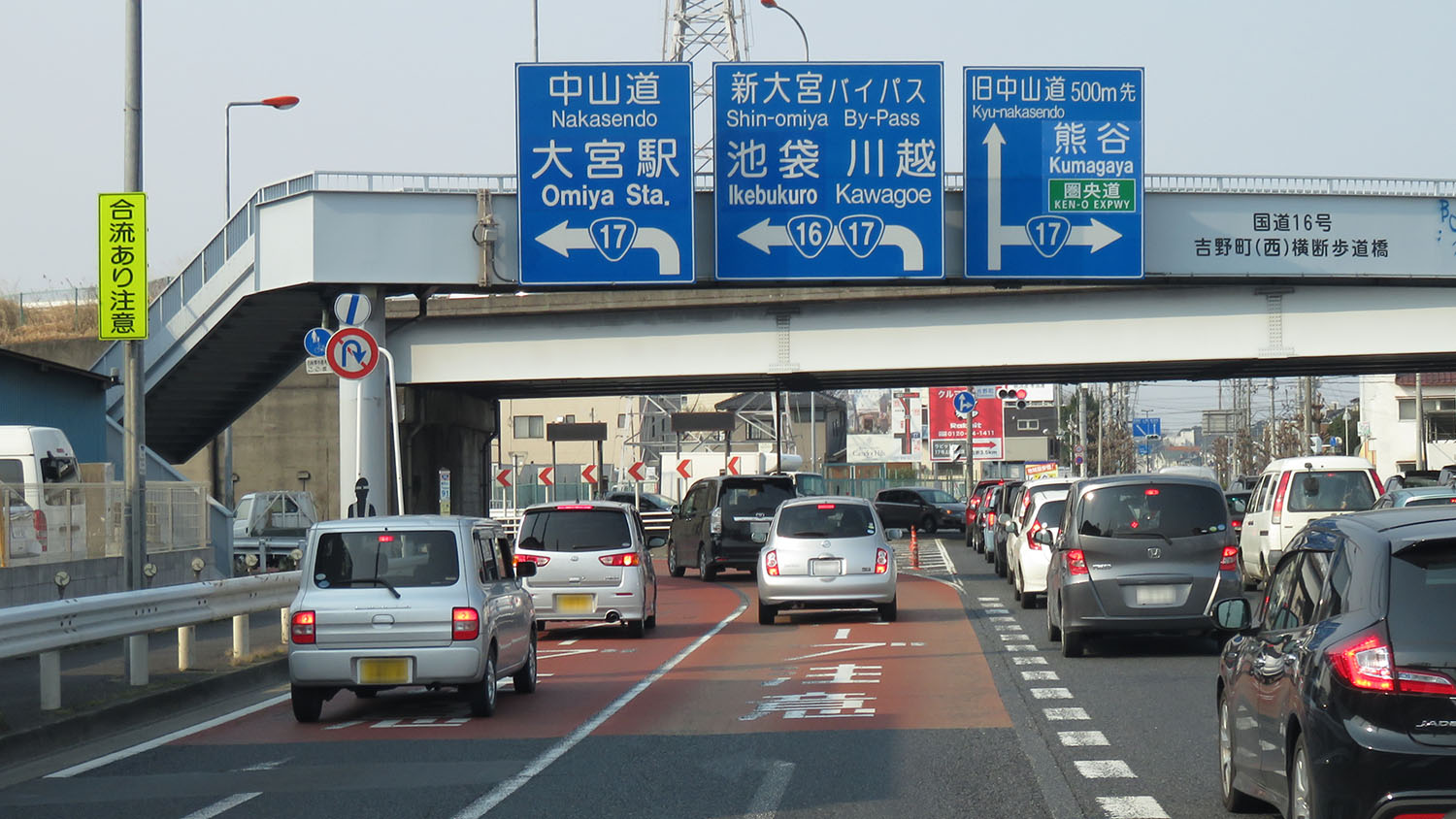
埼玉県さいたま市北区吉野町
国道17号との分岐付近

首都圏中央連絡自動車道（圏央道）入間ICを過ぎ、武蔵バイパスの先、入間・狭山市境付近には片側1車線区間が残っていたため、河原町交差点で流れが悪くなっていたが、2017年（平成29年）3月28日に片側2車線化された。また、当該交差点における国道299・463号との接続も同時に改善され、現在は相互通行可能な道路同士の十字路となっている。なお、この区間が片側2車線化されたことにより、埼玉県内の国道16号は全線で片側2車線化となった。さらに、2020年（令和2年）度末には都県境〜脇田新町交差点までの区間が法定速度（60 km/h）に引き上げられた。
川越市に入ると、引き続き片側2車線ではあるものの、当該区間の整備時期が1974年（昭和49年）と古く、右折車線がない交差点が多い。これが災いし、しばしば直進方向の有効車線数が1車線となり、渋滞が多発する。関越自動車道川越ICを過ぎて脇田新町交差点を右折し、川越市街地を迂回するように進むが、途中には急カーブがあり線形は良くない。このため、脇田新町〜新宿町（北）交差点においては制限速度が40 km/hに規制されている。
国道254号との交差点である新宿町（北）交差点では、国道254号へ右折する車が右車線を埋め尽くし、左車線への強引な車線変更が頻繁に行われる。
国道254号川越バイパスとの交点である小仙波交差点を過ぎ、上江橋で荒川を渡ると西大宮バイパスに入る。宮前ICから吉野町ICまでの3.7 kmは国道17号新大宮バイパスとの重複区間となり、片側3車線の道路が続く。
宮前ICでは外回り・内回りとも1車線に減少する。なお、川越方面（内回り）では、吉野町ICで片側3車線のうち左側2車線として合流し、この先にある日進(南)交差点の右折車線が度々渋滞する事がある。宮前ICでは右1車線がそのまま国道16号西大宮バイパスへ分岐していくため、この3.7 km区間内で車線変更が必要である。
吉野町ICの側道を下って右折し、東大宮バイパスを東へ進む。原市地下道を通過し、JR東北本線（宇都宮線）を橋でまたぐ。なお、川越方面（内回り）の原市地下道ではわずかな距離ながら二車線から一車線に減少するため朝の時間帯などは渋滞が起こる。東北自動車道岩槻ICのあるさいたま市岩槻区加倉南交差点付近は終日混雑している。岩槻春日部バイパスで春日部市に入り、小渕交差点で国道4号（日光街道）と交差する。同交差点より春日部野田バイパスとなり、庄和インター交差点で国道4号バイパス（新4号国道）と交差した後、金野井大橋手前で千葉国道事務所区間に入る。

### 千葉国道事務所区間（千葉県内）

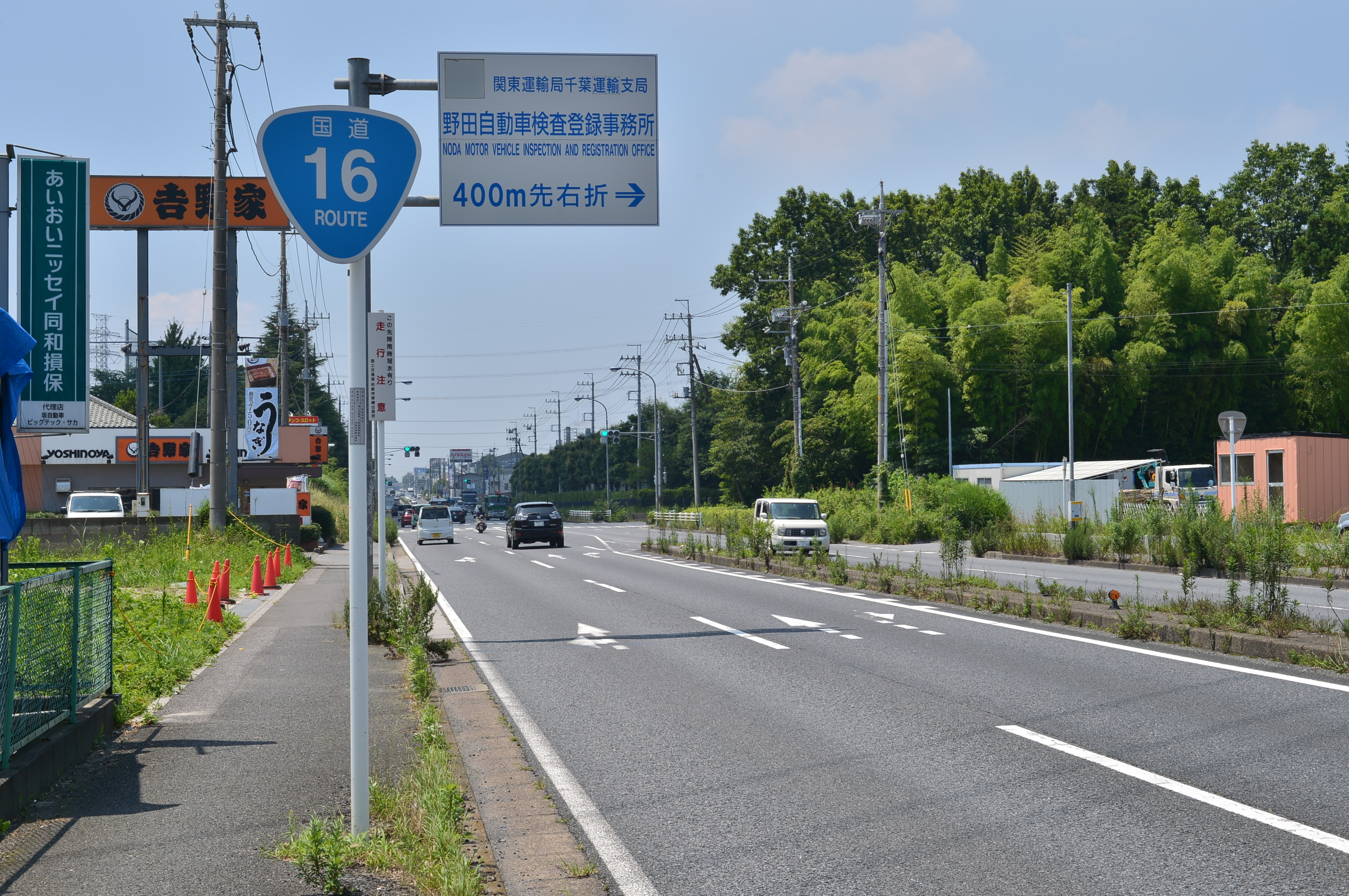
千葉県野田市下三ケ尾
（2015年7月）

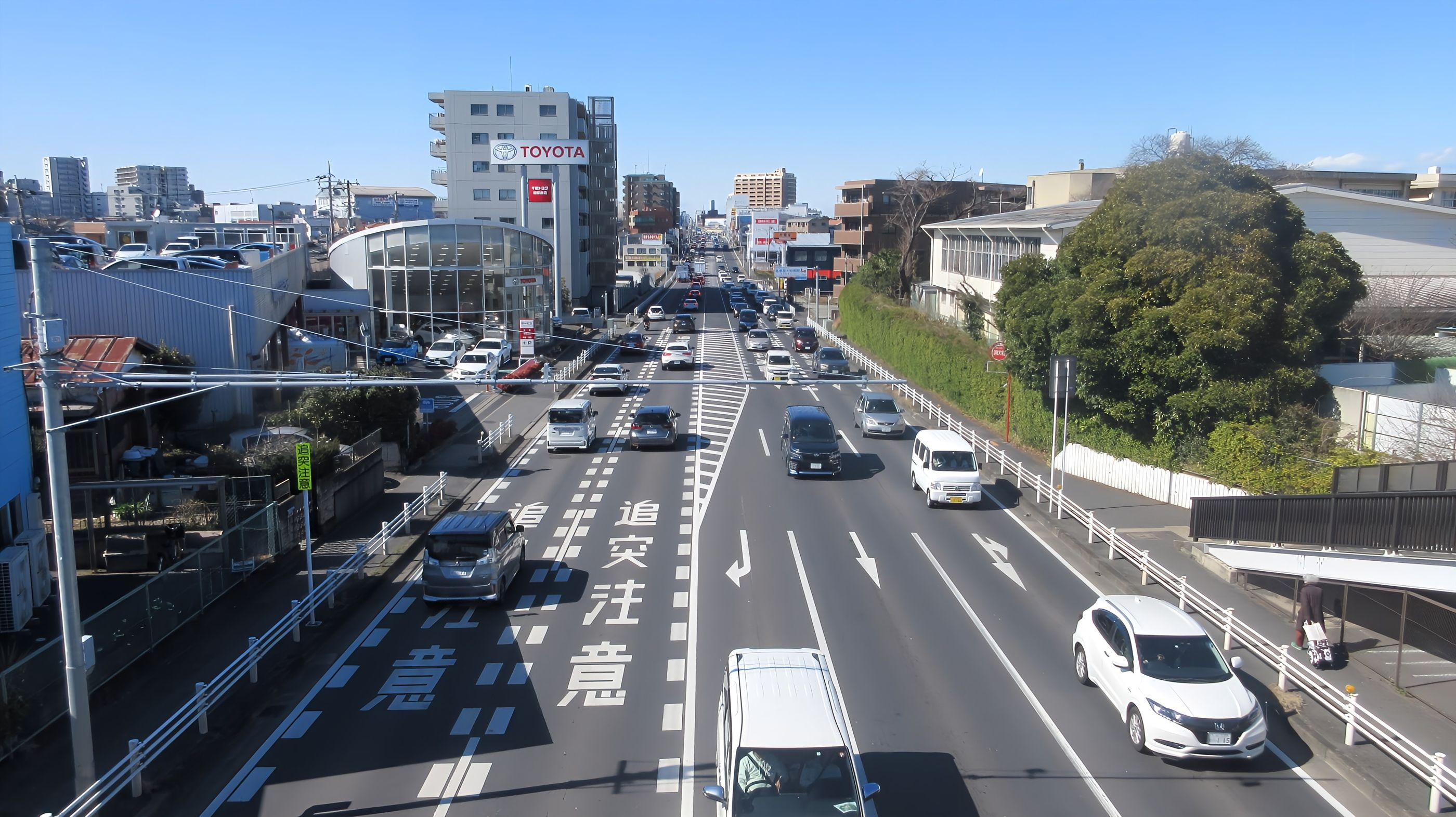
柏市の桜台(歩道橋より)

埼玉・千葉県境の金野井大橋で江戸川を渡る。千葉県内は野田市から千葉市を経て木更津市にかけて4車線（片側2車線）の幹線道路然とした道路が続き、大型ロードサイド店や工場が沿道に建ち並ぶ。野田市を抜けて柏市に入り、首都圏新都市鉄道つくばエクスプレスの高架をくぐって常磐自動車道柏ICを過ぎると、大型車やトラックが非常に多くなる。平日は乗用車よりも大型車の方が多いほどで、いわばトラック街道となっている。柏市呼塚（よばつか）で国道6号（水戸街道）と交差する。柏IC - 呼塚交差点間は非常に流れが悪く、しばしば渋滞する。呼塚交差点を過ぎると常磐線をオーバーパスする。柏トンネルを過ぎると、田園地帯になり、大津川を越えたら旧沼南町の中心地である大津ヶ丘に入る。大津ヶ丘交差点では将来的に国道6号のバイパスとなる予定の柏市都市計画道路3・3・2号箕輪青葉台線と交差する予定で、立体交差となることが予定されている。その後、白井市、船橋市、八千代市と直線状ながら混雑した片側2車線道路が続く。この周辺は1970年代以降に整備された新道区間のため、直線的な道路となっている。船橋市小室で北総鉄道北総線および京成成田空港線をまたぎ越し、八千代市下市場で国道296号と交差し、京成本線をまたいでいる。

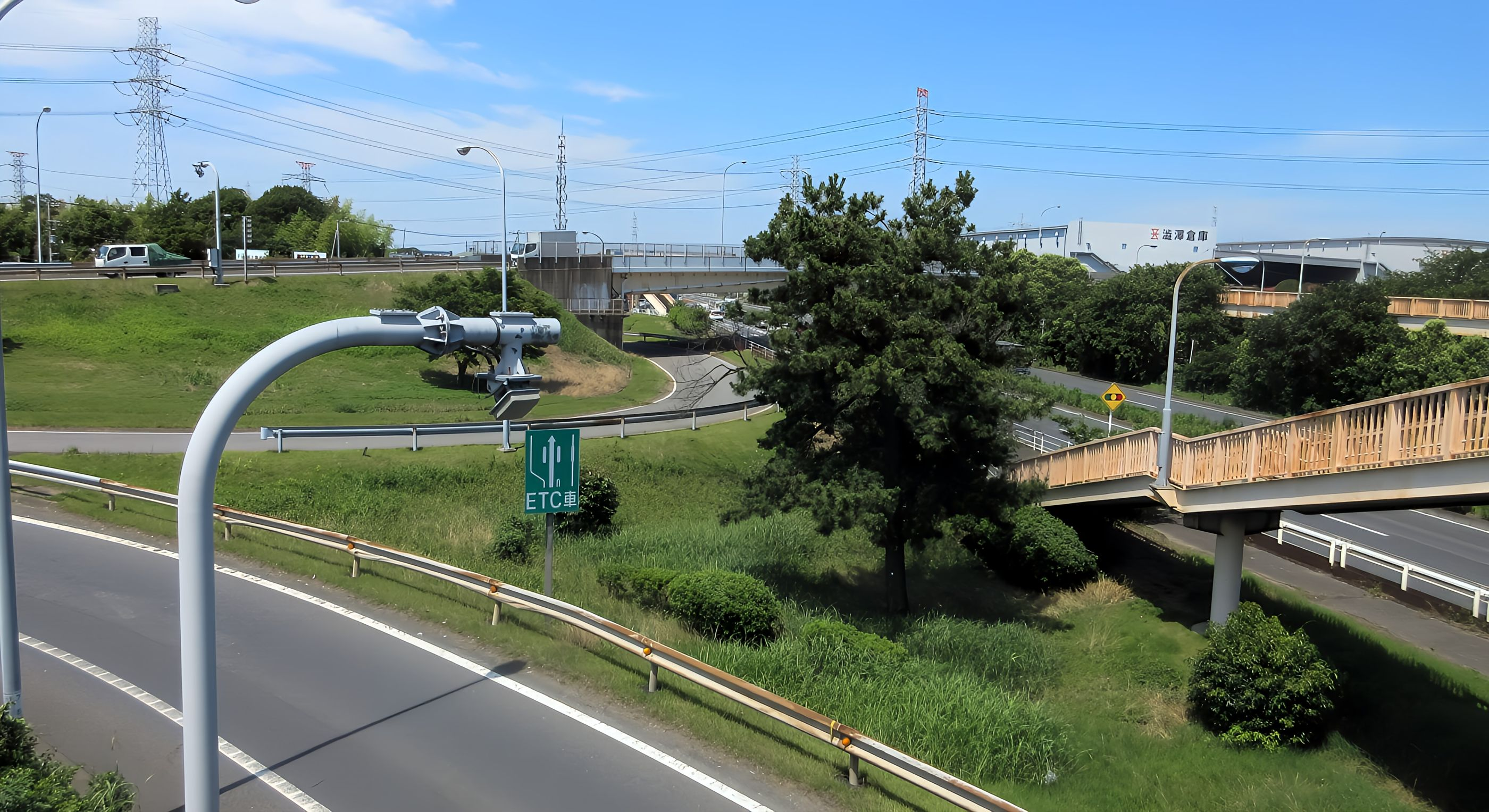
16号（右下斜めの道路）と東関東自動車道

千葉市に入り、稲毛区に入ると東関東自動車道千葉北ICがあり、当ICを過ぎると混雑するのは京葉道路穴川ICまでであるが、県立スポーツセンター周辺は特に混雑が激しく、2019年に損失時間が全国ワーストになっている。穴川から先は国道357号交点（千葉市中央区浜野）まで京葉道路の側道となっている。側道区間でJR総武本線・京成千原線・JR外房線と立体交差している。

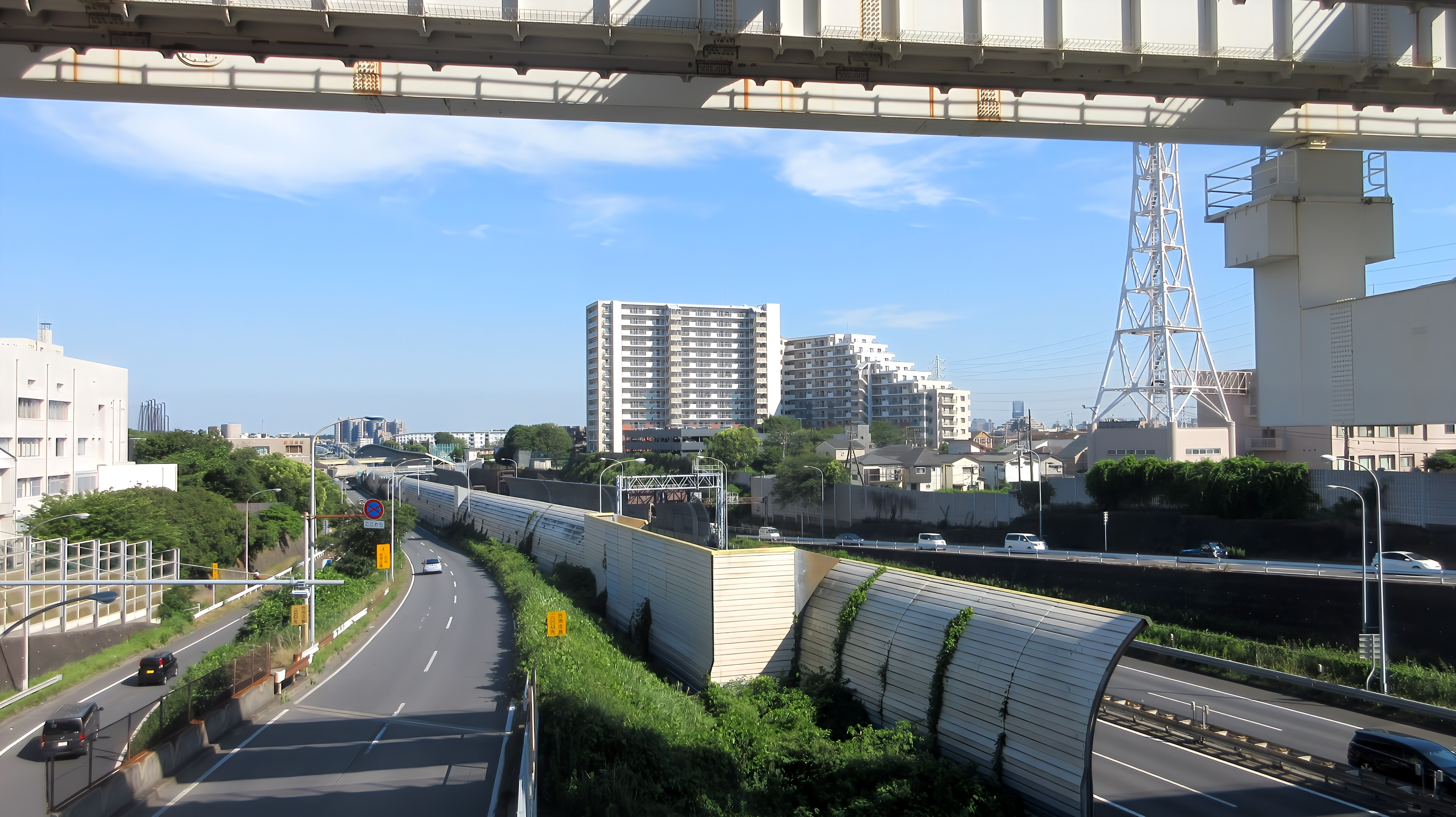
穴川IC（稲毛区）

浜野を過ぎ、JR内房線を跨いでからは京葉工業地域を走るため通行車両の多くは大型トラックであるが、交通量はあまり多くなく、直線状道路となっている。君津市大和田からは東京湾岸道路の裏道に当たる旧街道に入り込んで2車線（片側1車線）道路となり、数キロメートル先に千葉県側の事実上の終点になる富津交差点で国道が終わり、その先に続く千葉県道255号富津公園線が富津岬に向かって伸びている。指定区間はここから浦賀水道の対岸、横須賀市走水へと続く。ちなみに、かつては穴川インター交差点から広小路交差点、そして国道14号と重複し、登戸交差点 - 村田町交差点間が指定されていたが、京葉道路および東関東自動車道の側道を走るバイパスの開通により、現在のバイパス道路が指定されている。

### 通称
- 東京環状（相武国道事務所管内[注釈 9][34][35]）
- 八王子街道（神奈川県大和市下鶴間・大和バイパス分岐点 - 神奈川県横浜市西区浜松町・浜松町交差点の現道[注釈 10]）
- 横須賀街道（神奈川県横浜市南区吉野町・吉野町交差点 - 神奈川県横須賀市小川町・小川町交差点）

### バイパス

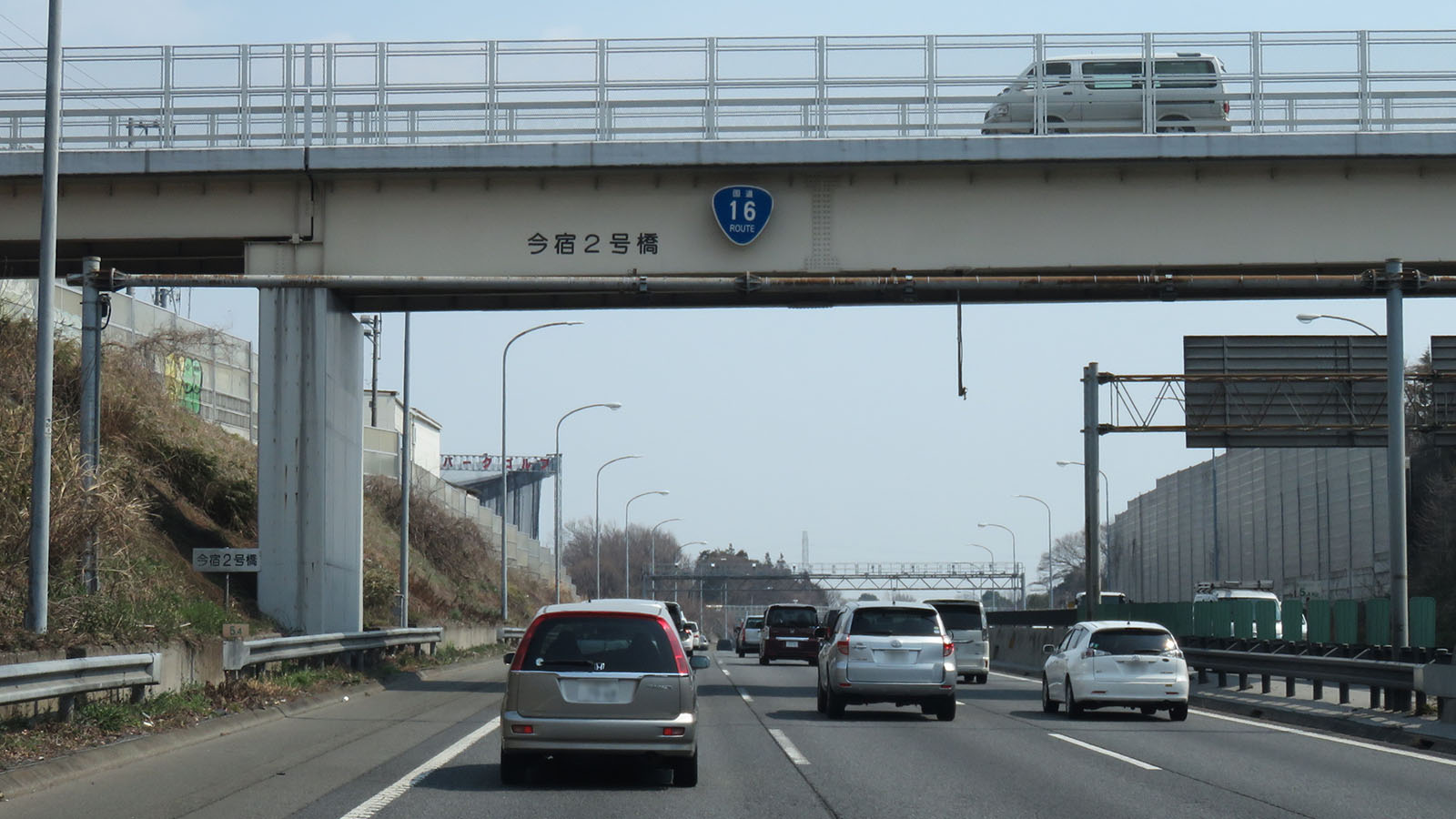
保土ヶ谷バイパス
神奈川県横浜市旭区今宿南町

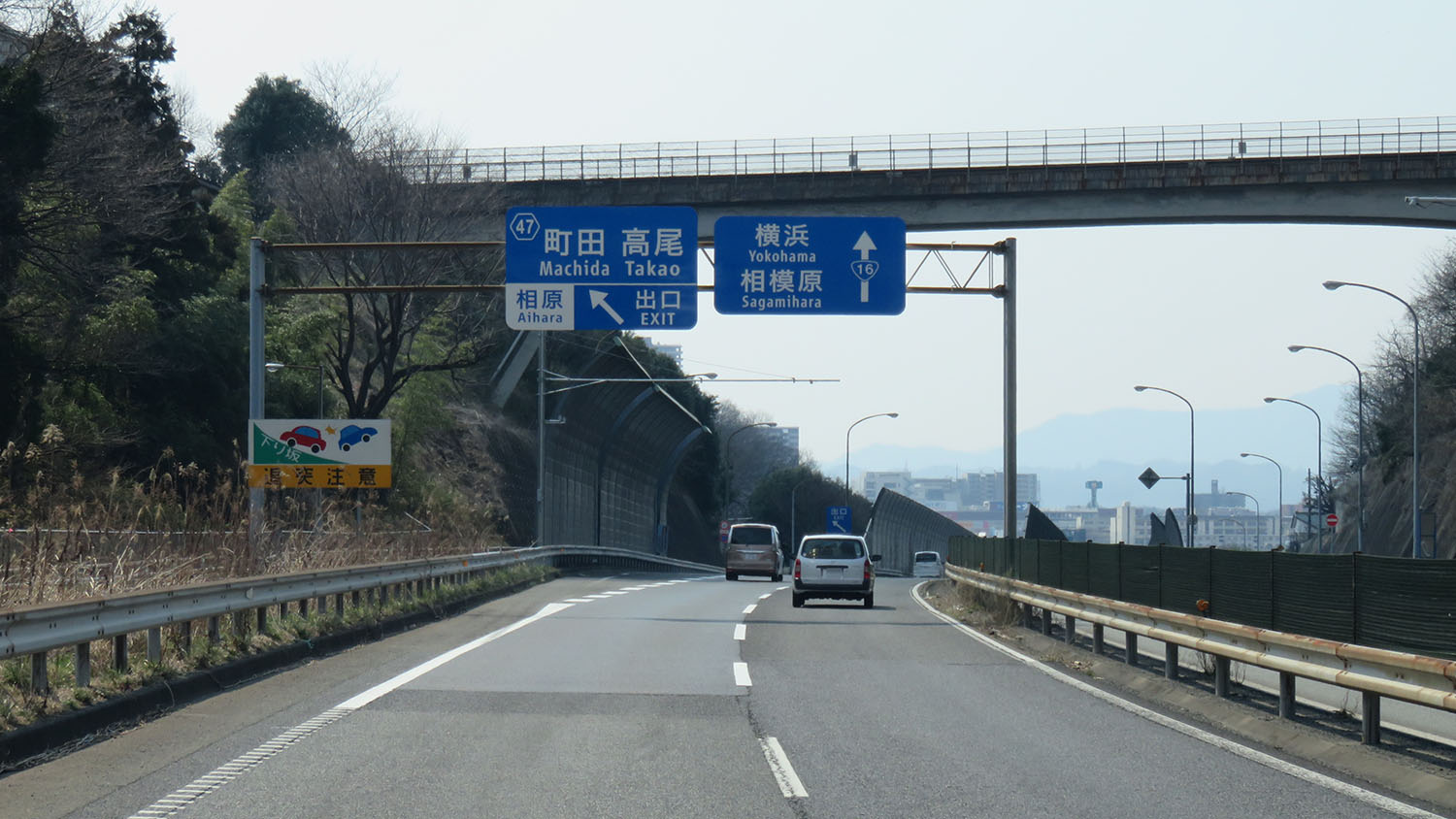
八王子バイパス
東京都町田市相原町

- 保土ヶ谷バイパス（神奈川県・東京都）
- 大和バイパス（神奈川県）

- 八王子バイパス（東京都）
- 瑞穂バイパス（東京都）
- 武蔵バイパス（埼玉県）
- 川越バイパス（埼玉県）
- 西大宮バイパス（埼玉県）
- 新大宮バイパス（埼玉県）
- 東大宮バイパス（埼玉県）
- 岩槻春日部バイパス（埼玉県）
- 春日部野田バイパス（埼玉県）
- 千葉柏道路（千葉県）：計画中[36]
- 京葉道路（千葉県）：有料
- 千葉バイパス（千葉県）
- 長浦木更津バイパス（千葉県）
- 泥亀バイパス（神奈川県）
- 横浜横須賀道路（神奈川県）：有料
- 横浜新道（神奈川県）

### 重複区間

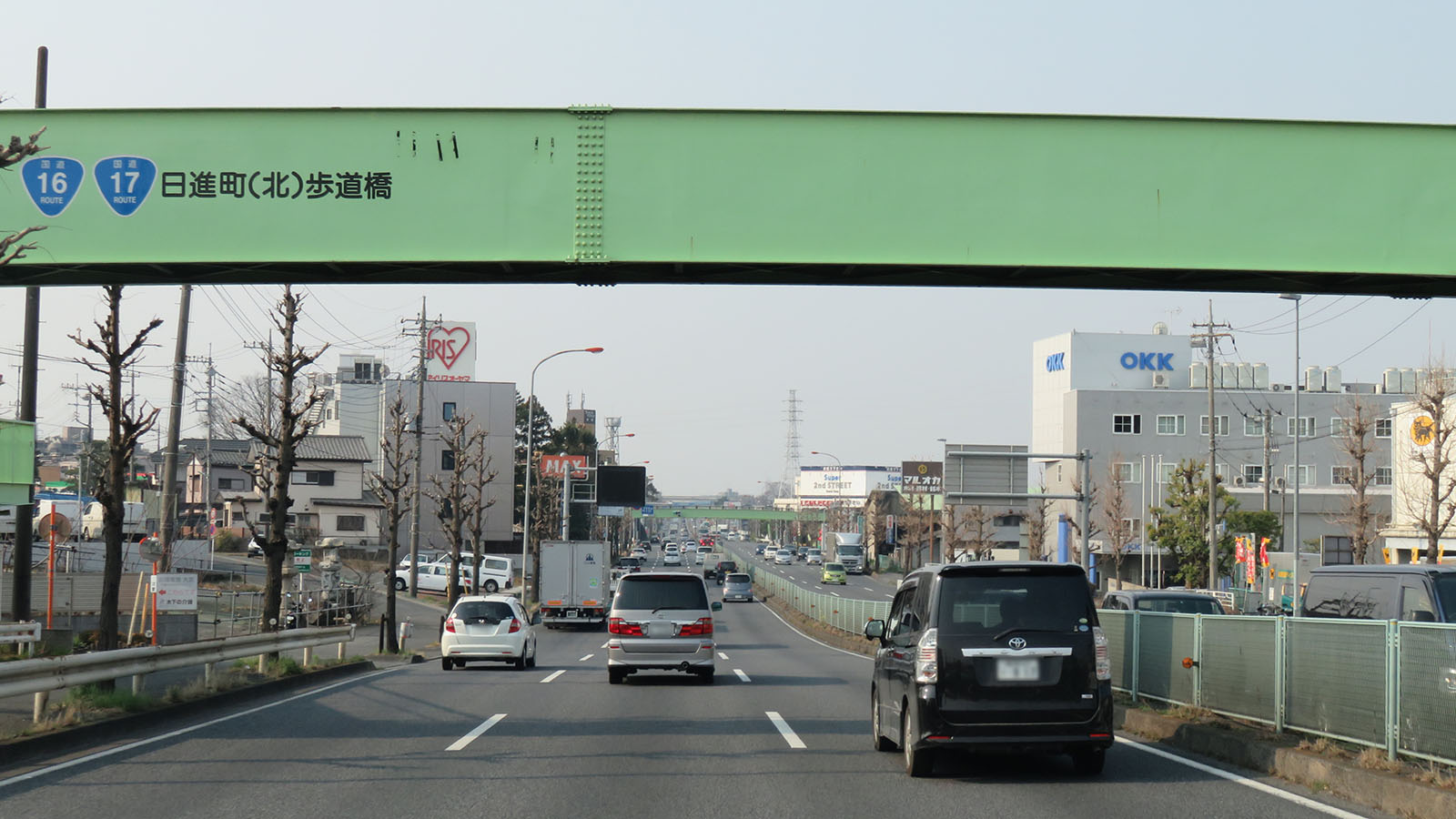
国道17号との重複
（新大宮バイパス）
埼玉県さいたま市北区日進町

- 国道1号（神奈川県横浜市西区桜木町・高島町交差点（起点） - 横浜市西区浜松町・浜松町交差点）
- 国道20号・甲州街道（東京都八王子市八日町・八日町交差点 - 八王子市・八幡町交差点）
- 国道254号（埼玉県川越市新宿町・新宿町北交差点 - 川越市小仙波・小仙波南交差点）
- 国道17号・新大宮バイパス（埼玉県さいたま市西区宮前町・宮前インターチェンジ - さいたま市北区吉野町・吉野町インターチェンジ）

### 道路施設

#### 橋梁
- 境川高架橋（境川、東京都町田市 - 神奈川県大和市）
- 両国橋（境川、神奈川県相模原市 - 東京都町田市）
- 浅川橋（浅川、東京都八王子市）
- 拝島橋（多摩川、東京都昭島市）
- 上江橋（荒川、埼玉県川越市）※一般国道で河川に架かる橋梁として日本最長
- 春日部大橋（大落古利根川、埼玉県春日部市）
- 金野井大橋（江戸川、埼玉県春日部市 - 千葉県野田市）
- 八千代橋（新川、千葉県八千代市）
- 養老大橋（養老川、千葉県市原市）
- 木更津大橋（小櫃川、千葉県木更津市）

#### 道の駅
- 千葉県
  - やちよ（八千代市）

## 地理

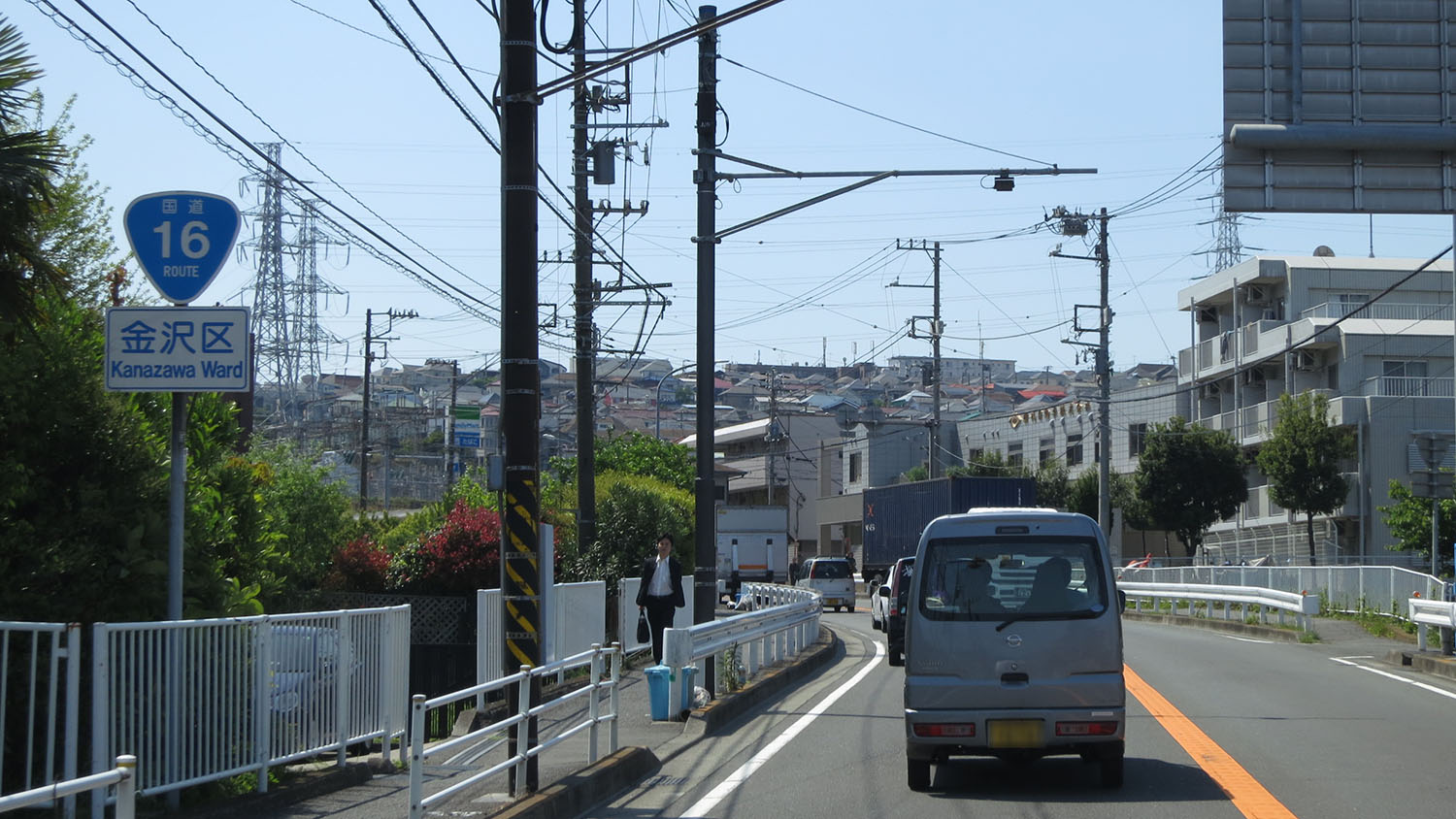
神奈川県横浜市金沢区富岡東
（2013年4月）

### 通過する自治体
横浜横須賀道路の区間を除く。横浜市 - 大和市間には東京都町田市が挟まる。
- 神奈川県
  - 横浜市（西区 - 保土ケ谷区 - 旭区 - 瀬谷区 - 緑区） - 大和市 - 相模原市（南区 - 中央区 - 緑区）
- 東京都
  - 町田市 - 八王子市 - 昭島市 - 福生市 - 羽村市 - 西多摩郡瑞穂町
- 埼玉県
  - 入間市 - 狭山市 - 川越市 - さいたま市（西区 - 北区） - 上尾市 - さいたま市（見沼区 - 岩槻区） - 春日部市
- 千葉県
  - 野田市 - 柏市 - 白井市 - 船橋市 - 八千代市 - 千葉市（花見川区 - 稲毛区 - 若葉区 - 中央区 - 若葉区 - 中央区） - 市原市 - 袖ケ浦市 - 木更津市 - 君津市 - 富津市
- 神奈川県
  - 横須賀市 - 横浜市（金沢区 - 磯子区 - 南区 - 中区 - 西区）

### 交差する道路
バイパスのうち、神奈川県内の横浜新道・保土ヶ谷バイパス・横浜横須賀道路、神奈川県から東京都の八王子バイパス、千葉県内の京葉道路を除く。それぞれの接続路線については各記事を参照。

#### 国道・自動車道
- 神奈川県
  - 国道1号（横浜市西区・高島町交差点起点 - （重複） - 浜松町交差点）
  - E1東名高速道路横浜町田IC（横浜市緑区・町田市）
- 東京都
  - 国道246号（町田市・東名入口交差点）
- 神奈川県
  - 国道129号（相模原市緑区・橋本五差路交差点）
  - 国道413号（相模原市緑区橋本）
- 東京都 
  - 国道20号（八王子市・八日町交差点 -（重複）- 八幡町交差点）
  - E20中央自動車道八王子IC（八王子市）
  - 国道411号（八王子市・左入町交差点）
- 埼玉県
  - C4首都圏中央連絡自動車道入間IC（入間市）
  - 国道299号バイパス・国道463号所沢入間バイパス（入間市・小谷田交差点）
  - 国道299号・国道463号（※国道299号重複=国道407号（終点））（入間市・河原町交差点）
  - E17関越自動車道川越IC（川越市）
  - 国道254号（川越市・新宿町北交差点 -（重複）- 小仙波南交差点）
  - 国道254号富士見川越バイパス（川越市・小仙波南交差点）
  - 国道17号新大宮バイパス・国道17号上尾道路（さいたま市西区・宮前IC）
  - 国道17号（さいたま市北区・吉野町インター交差点 - （重複） - 吉野西交差点）
  - E4東北自動車道岩槻IC（さいたま市岩槻区）
  - 国道122号（さいたま市岩槻区・加倉南交差点）
  - 国道4号（春日部市・小渕交差点）
  - 新4号国道（春日部市・庄和インター交差点）
- 千葉県
  - E6常磐自動車道柏IC（柏市）
  - 国道6号（※国道6号重複=国道294号）（柏市・呼塚交差点）
  - 国道464号（船橋市小室町）
  - 国道296号（八千代市・下市場交差点）
  - E51東関東自動車道千葉北IC（千葉市稲毛区）
  - 国道126号（千葉市稲毛区・穴川インター交差点）
  - 国道51号北千葉バイパス（千葉市若葉区・貝塚IC）
  - 国道51号（千葉市中央区・若葉区・貝塚交差点）
  - 国道126号（千葉市若葉区・加曽利交差点）
  - E82千葉東金道路（国道126号）千葉東IC（千葉市中央区）
  - 国道357号（千葉市中央区・村田町交差点）
  - 国道297号（市原市・市原埠頭入口交差点）
  - 国道297号市原バイパス（市原市・五井南海岸交差点）
  - 国道409号・CA東京湾アクアライン連絡道袖ケ浦IC（袖ケ浦市神納）
  - 国道410号（木更津市・16号長須賀交差点）
  - 国道127号（木更津市・桜井交差点）
  - E14館山自動車道木更津南IC（木更津市）
  - 国道465号（富津市・新井交差点）
富津市富津 - 横須賀市走水は海上区間
- 神奈川県
  - 国道134号（横須賀市・三春町2丁目交差点）
  - 国道133号（横浜市中区・桜木町一丁目交差点）
  - 国道1号（横浜市西区・高島町交差点終点）

#### 都道府県道
- 神奈川県
  - 神奈川県道13号横浜生田線（新横浜通り、横浜市西区、起点） - 高島町交差点
  - 横浜市主要地方道80号横浜駅根岸線（横浜市西区） - 西平沼交差点
  - 横浜市主要地方道81号藤棚伊勢佐木線（藤棚浦舟通り）（横浜市西区） - 浜松町交差点
  - 横浜市主要地方道83号青木浅間線（横浜市道環状1号、横浜市西区） - 洪福寺交差点
  - 環状2号線（横浜市保土ケ谷区） - 羽沢入口交差点
  - 神奈川県道109号青砥上星川線（山崎通り、横浜市保土ケ谷区） - 梅の木交差点
  - 神奈川県道40号横浜厚木線（厚木街道、横浜市旭区） - 鶴ヶ峰交差点
  - 神奈川県道45号丸子中山茅ヶ崎線（中原街道、横浜市旭区） - 都岡町交差点
  - 環状4号線（横浜市道環状4号、横浜市瀬谷区および緑区）
  - 神奈川県道56号目黒町町田線（大和市） - つきみ野入口交差点
  - 神奈川県道51号町田厚木線（行幸道路、相模原市） - 谷口陸橋下交差点
  - 神奈川県道52号相模原町田線（北里通り、相模原市） - 鵜野森交差点
  - 神奈川県道57号相模原大蔵町線（芝溝街道、相模原市） - 淵野辺交差点
  - 神奈川県道503号相模原立川線・神奈川県道504号相模原停車場線（相模原市） - 相模原駅入口交差点
  - 神奈川県道503号相模原立川線（相模原市） - 清新交差点
  - 神奈川県道63号相模原大磯線（相模原市） - 橋本五差路交差点
  - 神奈川県道505号橋本停車場線（相模原市） - 香福寺前交差点
- 東京都
  - 東京都道47号八王子町田線（町田街道、町田市） - 相原交差点
  - 東京都道47号八王子町田線（町田市） - 相原坂下交差点
  - 東京都道20号府中相模原線（八王子市） - 鑓水交差点
  - 東京都道173号上館日野線（八王子市） - 片倉町交差点
  - 東京都道160号下柚木八王子線（八王子市） - 市立第三小前交差点
  - 東京都道166号瑞穂あきる野八王子線（八王子市） - 稲荷坂交差点・谷野街道入口交差点
  - 東京都道506号八王子城山線（八王子市） - 八幡町交差点
  - 東京都道169号淵上日野線（八王子市）- 左入橋交差点・左入町交差点
  - 東京都道29号立川青梅線（奥多摩街道、昭島市）- 拝島町交差点
  - 東京都道29号立川青梅線（新奥多摩街道、昭島市）- 堂方上交差点
  - 東京都道29号立川青梅線（新奥多摩街道・奥多摩街道、昭島市）- 小荷田交差点
  - 東京都道164号拝島停車場線（昭島市・福生市）- 武蔵野橋南交差点
  - 東京都道7号杉並あきる野線(睦橋通り、福生市）- 武蔵野橋南交差点
  - 東京都道7号杉並あきる野線（五日市街道、福生市）- 武蔵野橋北交差点・第五ゲート前交差点
  - 東京都道165号伊奈福生線（福生市）- 第二ゲート前交差点
  - 東京都道166号瑞穂あきる野八王子線（西多摩郡瑞穂町）- むさし野北交差点
  - 東京都道163号羽村瑞穂線（西多摩郡瑞穂町） - 新羽村街道交差点
  - 東京都道5号新宿青梅線（青梅街道、西多摩郡瑞穂町） - 箱根ヶ崎西交差点
  - 東京都道44号瑞穂富岡線（岩蔵街道、西多摩郡瑞穂町） - 岩蔵街道交差点
  - 東京都道219号狭山下宮寺線（西多摩郡瑞穂町） - 富士山交差点
  - 東京都道166号瑞穂あきる野八王子線（西多摩郡瑞穂町） - 狭山平交差点
  - 東京都道179号所沢青梅線（西多摩郡瑞穂町） - 二本木交差点
- 埼玉県
  - 埼玉県道219号狭山下宮寺線（入間市） - 宮寺南交差点
  - 埼玉県道8号川越入間線（入間市） - 宮寺交差点
  - 埼玉県道63号青梅入間線（入間市） - 扇町屋交差点
  - 埼玉県道50号所沢狭山線・埼玉県道262号日高狭山線（狭山市） - 入間川三丁目交差点
  - 埼玉県道261号笠幡狭山線（狭山市） - 市民会館入口交差点
  - 埼玉県道397号堀兼根岸線（狭山環状有料道路、狭山市）
  - 埼玉県道126号所沢堀兼狭山線（狭山市）
  - 埼玉県道114号川越越生線（川越市） - 大袋新田交差点
  - 埼玉県道160号川越北環状線（川越市） - 脇田新町交差点
  - 埼玉県道39号川越坂戸毛呂山線（川越市） - 新宿町北交差点
  - 埼玉県道113号川越新座線（川越市） - 小仙波南交差点
  - 埼玉県道6号川越所沢線（川越市） - 新宿町三丁目交差点
  - 埼玉県道15号川越日高線（川越市） - 小仙波交差点
  - 埼玉県道2号さいたま春日部線（さいたま市西区） - 宝来IC
  - 埼玉県道216号上野さいたま線（さいたま市西区） - 宮前IC
  - 埼玉県道35号川口上尾線（産業道路、さいたま市北区） - 吉野東交差点
  - 埼玉県道5号さいたま菖蒲線（第二産業道路、上尾市） - 原市中交差点
  - 埼玉県道3号さいたま栗橋線（上尾市）
  - 埼玉県道322号東門前蓮田線（さいたま市見沼区） - 丸ケ崎交差点
  - 埼玉県道2号さいたま春日部線・埼玉県道65号さいたま幸手線（さいたま市見沼区） - 宮ヶ谷塔交差点
  - 埼玉県道48号越谷岩槻線・埼玉県道324号蒲生岩槻線（さいたま市岩槻区） - 東町二丁目交差点
  - 埼玉県道80号野田岩槻線（さいたま市岩槻区） - 仲町交差点・南平野交差点
  - 埼玉県道2号さいたま春日部線（春日部市） - 南中曽根交差点
  - 埼玉県道78号春日部菖蒲線（春日部市） - 梅田西交差点
  - 埼玉県道85号春日部久喜線（春日部市） - 梅田交差点
  - 埼玉県道319号惣新田春日部線（春日部市） - 小渕東交差点
  - 埼玉県道2号さいたま春日部線（春日部市） - 東部市場前交差点
  - 埼玉県道320号西宝珠花春日部線（春日部市） - 八丁目東交差点
  - 埼玉県道321号西金野井春日部線（春日部市） - 下柳西交差点
  - 埼玉県道42号松伏春日部関宿線（春日部市） - 柳橋下交差点
  - 埼玉県道156号三郷幸手自転車道線（春日部市） - 立体交差
- 千葉県
  - 千葉県道401号松戸野田関宿自転車道線（野田市） - 立体交差
  - 千葉県道17号結城野田線（野田市） - 中里交差点
  - 千葉県道142号岩井野田線（野田市） - 船形南交差点
  - 千葉県道3号つくば野田線（野田市） - 柳沢交差点
  - 千葉県道46号野田牛久線（野田市） - 野田市駅入口交差点
  - 千葉県道47号守谷流山線（柏市） - 若柴交差点
  - 千葉県道282号柏印西線（柏市） - 大井交差点
  - 千葉県道8号船橋我孫子線（船取県道、柏市） - 大島田交差点
  - 千葉県道280号白井流山線（白井市） - 富塚交差点
  - 千葉県道191号西白井停車場線（白井市）
  - 千葉県道59号市川印西線（木下街道、白井市） - 白井交差点
  - 千葉県道189号千葉ニュータウン北環状線（白井市）
  - 千葉県道288号夏見小室線（船橋市小室町）- 小室交差点
  - 千葉県道61号船橋印西線（八千代市）- 島田台交差点
  - 千葉県道4号千葉竜ヶ崎線（八千代市）- 米本交差点
  - 千葉県道66号浜野四街道長沼線・千葉県道69号長沼船橋線（千葉市稲毛区）- 長沼立体交差点
  - 千葉県道64号千葉臼井印西線（千葉市若葉区高品町・貝塚町）（貝塚IC）
  - 千葉県道22号千葉八街横芝線（千葉市中央区・若葉区）- 貝塚交差点
  - 千葉県道20号千葉大網線（大網街道、千葉市中央区）- 松ヶ丘インター交差点
  - 千葉県道66号浜野四街道長沼線（千葉市中央区）
  - 千葉県道14号千葉茂原線（茂原街道、千葉市中央区）
  - 千葉県道24号千葉鴨川線（久留里街道、千葉市中央区）
  - 千葉県道243号市原埠頭線（市原市）- 市原埠頭入口交差点
  - 千葉県道13号市原茂原線（市原市）- 姉崎海岸交差点
  - 千葉県道300号上高根北袖線（袖ケ浦市）- 北袖IC
  - 千葉県道87号袖ケ浦中島木更津線・千葉県道143号南総昭和線・千葉県道287号袖ケ浦姉ケ崎停車場線（袖ケ浦市）- 奈良輪交差点
  - 千葉県道90号木更津富津線（千葉県木更津市）- 16号長須賀交差点
  - 千葉県道23号木更津末吉線（木更津市）
  - 千葉県道270号木更津袖ヶ浦線（木更津市）
  - 千葉県道90号木更津富津線（木更津市） - 潮見交差点
  - 千葉県道159号君津大貫線（君津市）
  - 千葉県道90号木更津富津線（君津市）- 大和田交差点
  - 千葉県道157号大貫青堀線（富津市）- 大堀坂下交差点
  - 千葉県道158号君津青堀線（富津市）
  - 千葉県道90号木更津富津線（富津市）- 新井交差点
  - 千葉県道255号富津公園線（富津市） - 富津交差点

富津市 - 横須賀市は海上区間
- 神奈川県
  - 神奈川県道209号観音崎環状線（横須賀市） - 走水交差点
  - 神奈川県道26号横須賀三崎線（横須賀市） - 本町一丁目交差点
  - 神奈川県道25号横須賀停車場線（横須賀市）
  - 神奈川県道206号田浦停車場線（横須賀市） - 田浦駅入口交差点
  - 神奈川県道24号横須賀逗子線（横須賀市） - 船越町交差点
  - 神奈川県道23号原宿六ツ浦線（横浜市金沢区） - 六浦交差点
  - 神奈川県道22号横浜伊勢原線（横浜市磯子区） - 聖天橋交差点
  - 横浜市主要地方道17号環状2号線（横浜市磯子区） - 屏風ヶ浦交差点
  - 横浜市主要地方道82号山下本牧磯子線（横浜市磯子区） - 八幡橋交差点
  - 神奈川県道21号横浜鎌倉線（横浜市南区） - 吉野町三丁目交差点
  - 横浜市主要地方道81号藤棚伊勢佐木線（藤棚浦舟通り、横浜市中区） - 坂東橋交差点
  - 横浜市主要地方道80号横浜駅根岸線（横浜市中区） - 長者町五丁目交差点
  - 神奈川県道218号弥生台桜木町線（横浜市中区） - 桜木町二丁目交差点
  - 横浜市主要地方道81号藤棚伊勢佐木線（藤棚浦舟通り、横浜市中区） - 弥生町五丁目交差点

### 主な峠
- 東京都
  - 御殿峠（標高183 m、八王子市）

## 国道16号とマーケティング
首都圏1都3県（東京都・神奈川県・埼玉県・千葉県）を環状に取り囲む国道16号は、首都圏の都心部と郊外部の境界線として、チェーン店の出店戦略などマーケティング上も重要視されてきた。高度経済成長以降のベッドタウン拡大によりスプロール現象が発生して東京圏は1都3県へ拡散し、都心から半径30 km - 40 kmの環状道路である国道16号一帯はエッジシティ（周縁都市）として発展を遂げた。国道16号沿線にはロードサイド店舗やアウトレットモールが立ち並び、郊外型ライフスタイルが発達したエリアとして「日本の縮図」「ファスト風土」などと言われ、都市論やマーケティング論などのテーマとしても取り上げられてきた。こうした特色から、関西の大手企業が首都圏へ進出する際に国道16号沿いに出店する例が見られた。
- ダイエー：日本を代表するスーパーマーケットチェーン。首都圏に進出する際は「レインボーの法則」に基づき、国道16号沿いに出店していた。
- そごう：日本を代表する百貨店。元は心斎橋の大阪本店、三宮の神戸店、有楽町の東京店の3店しかなかったが、水島廣雄社長の下、アメリカの小売業で成功した「レインボーの法則」に基づき、国道16号沿いに出店する経営戦略を採用。千葉市に千葉そごうを開店して以降、柏市（柏そごう）、八王子市（八王子そごう）、横浜市（横浜そごう）、さいたま市（大宮そごう）など国道16号沿いの都市に出店させたことで知られる。出店場所の大半は鉄道のターミナル駅付近であった。

## 国道16号が登場する作品
楽曲のタイトル
- ROUTE 16：TOM★CAT、1984年、シングル『ふられ気分でRock'n' Roll』レコードB面
- 16号を下って：小田和正、1990年、アルバム『Far East Café』収録
- 国道16：Something ELse、2002年[39]
- 哀しみのルート16：松任谷由実、2006年、アルバム『A GIRL IN SUMMER』収録
- 追憶の16号線：まいようすけ、2014年
- ルート16：マカロニえんぴつ、2020年
- ROUTE 16：FUNKY MONKEY BΛBY'S、2022年

ラジオ番組
- MUSIC ROUTE 16

テレビ番組
- ドキュメント72時間「オン・ザ・ロード 国道16号の“幸福論”」(2014年6月13日放送)
- キンシオ特別編 新作録りおろし 123の旅 16号を行く 〜気ままなぶらり旅〜
  - テレビ神奈川（tvk）が制作するバラエティ番組『キンシオ』で放送していた企画「1、2、3の旅」の「十六の巻」が番組未放映のセルDVDとして制作された[40]。旅の行程は神奈川県横須賀市の走水から、国道16号沿いを5日で千葉県富津市まで一周する企画を収録。

漫画作品
- 疾風伝説 特攻の拓

## ギャラリー

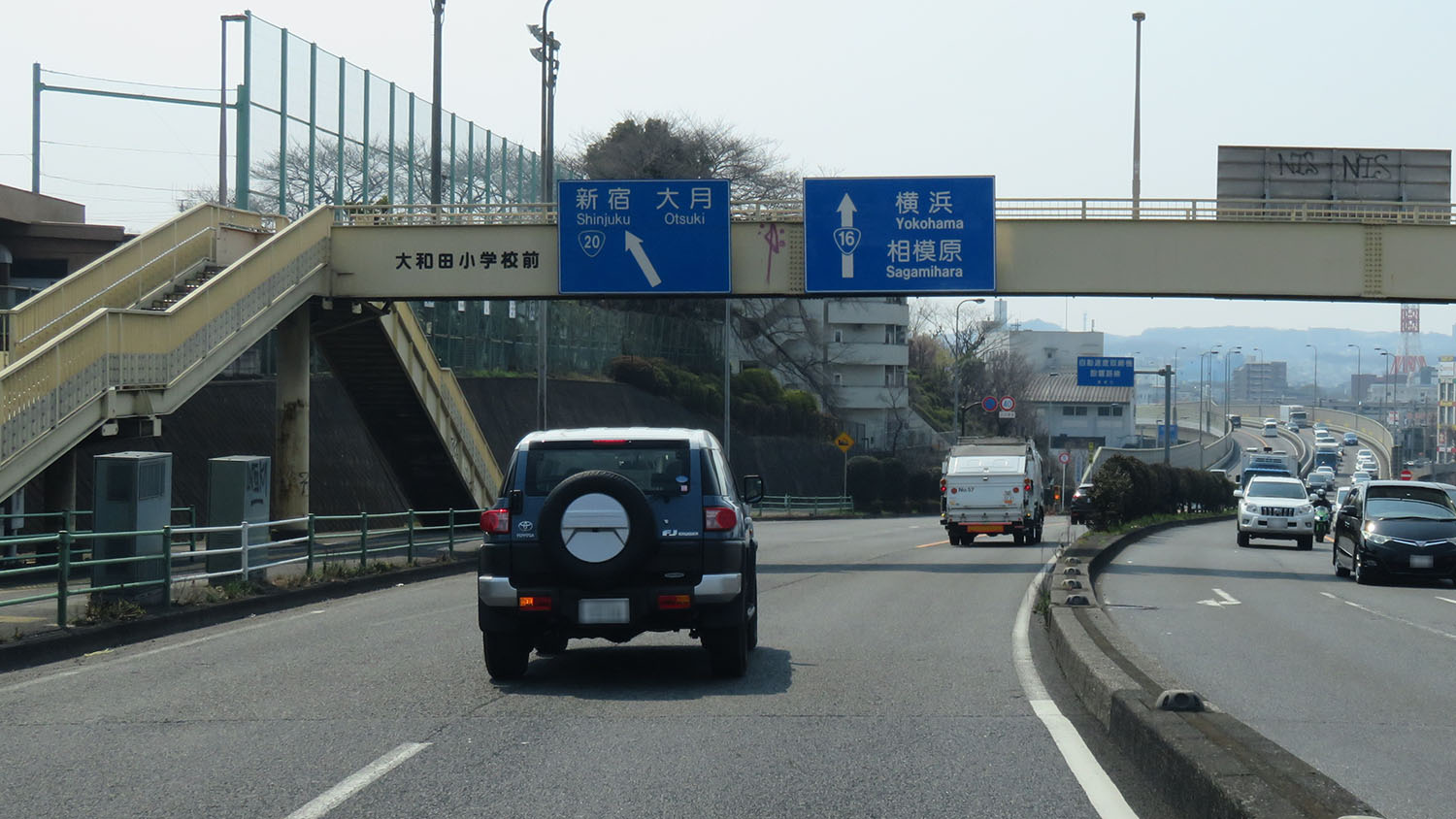
国道20号との分岐 東京都八王子市大和田町
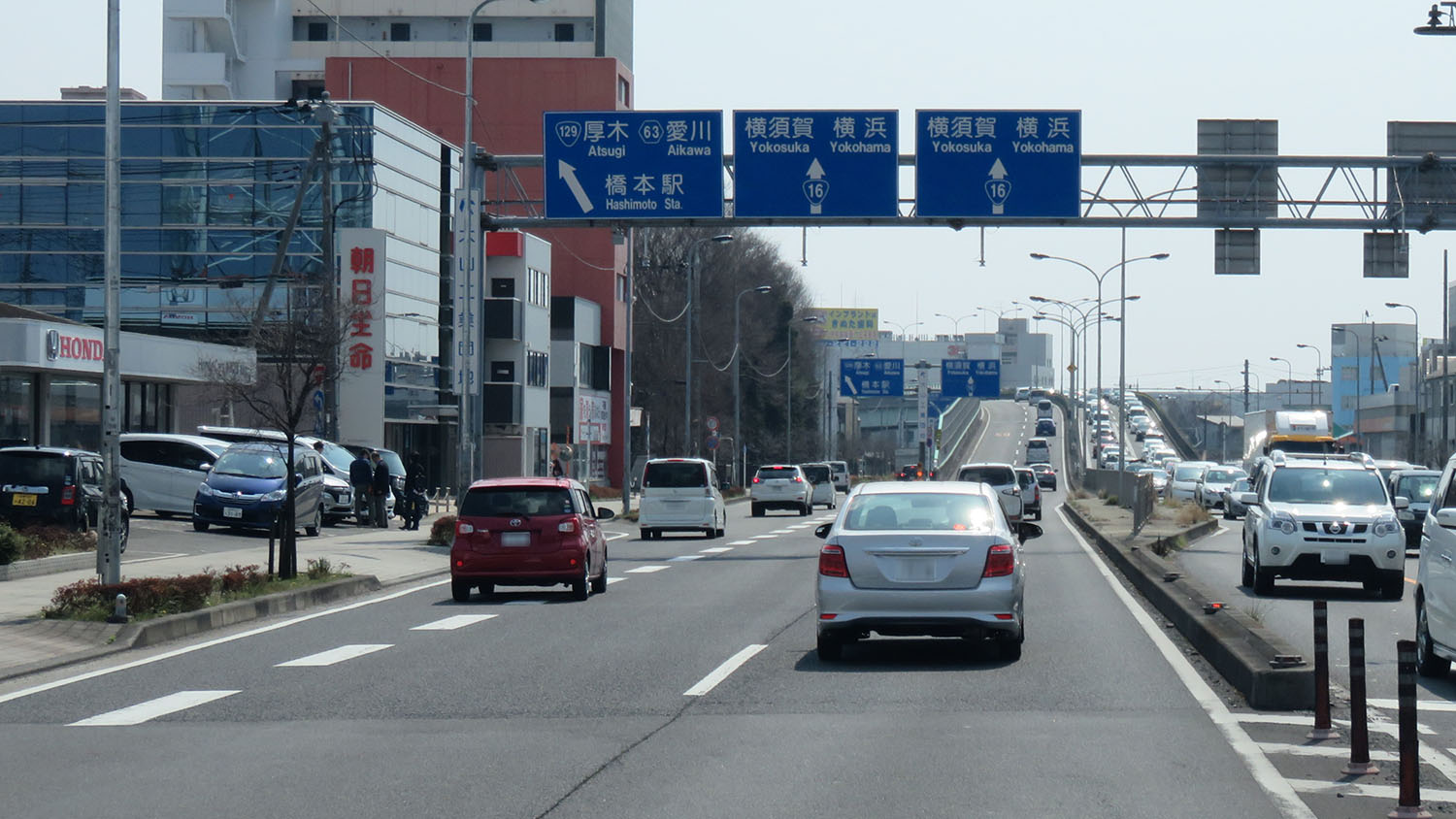
国道129号との分岐 神奈川県相模原市緑区西橋本
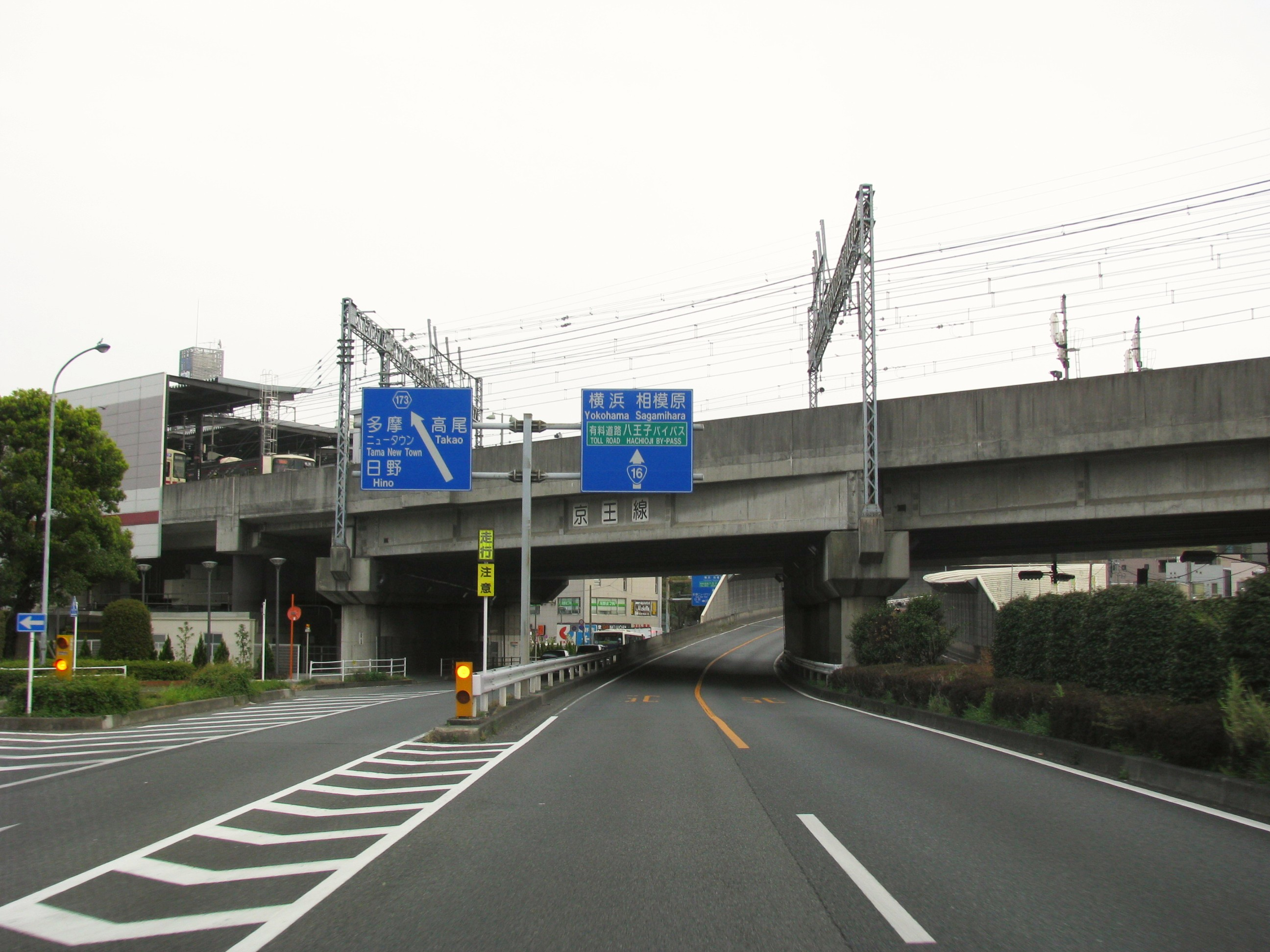
東京都八王子市北野町付近
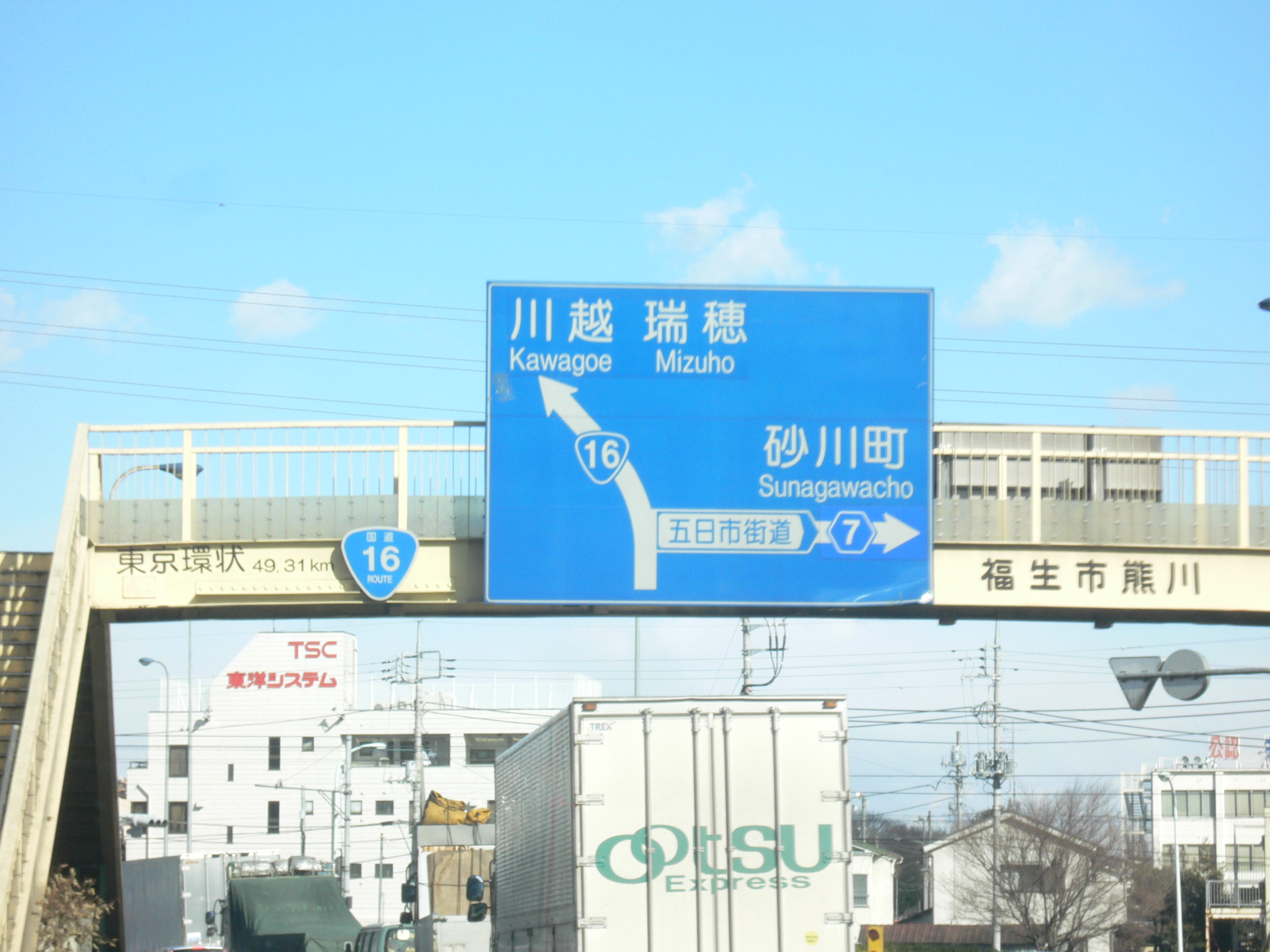
東京都福生市付近
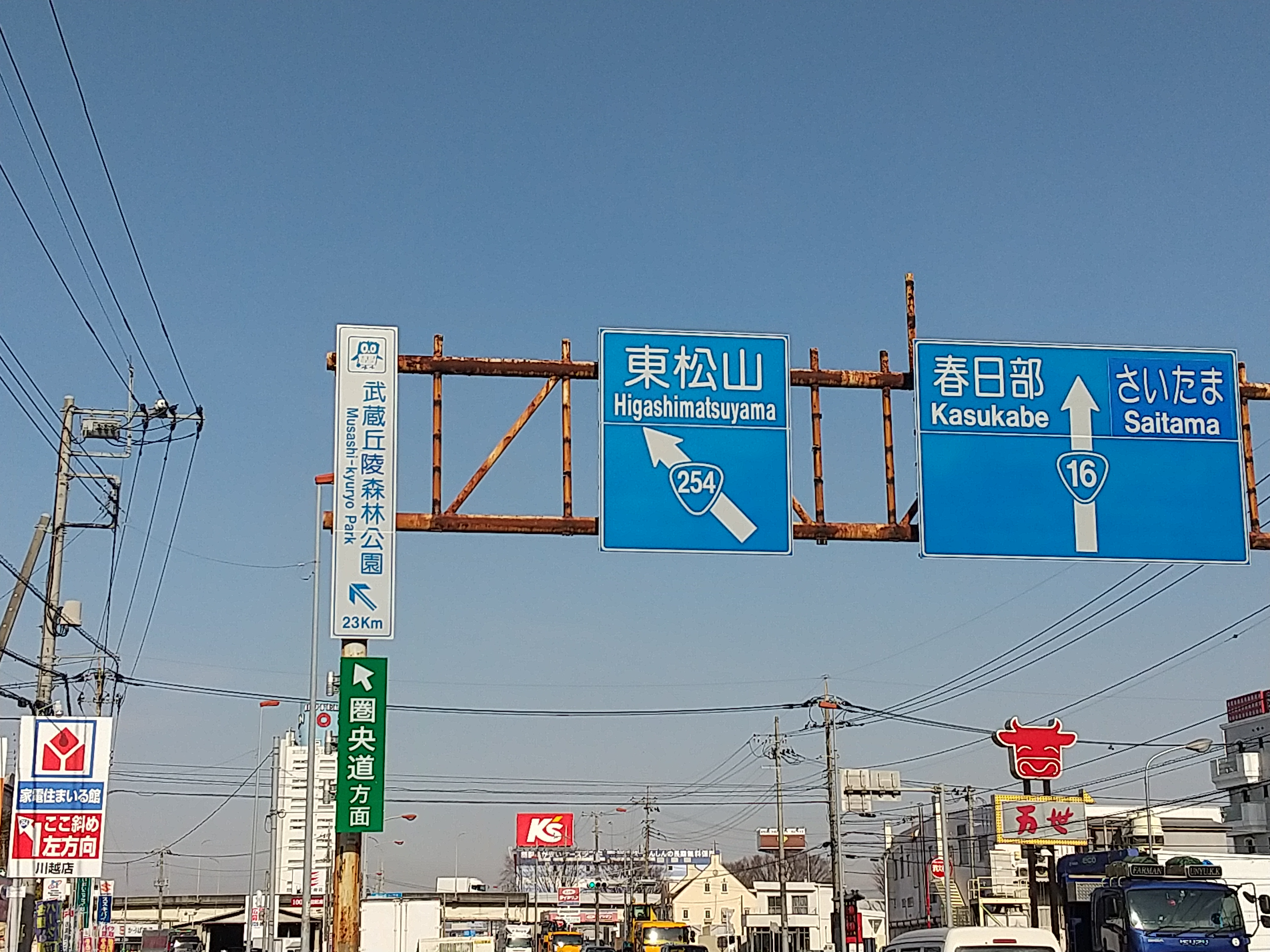
国道254号との分岐 埼玉県川越市大仙波
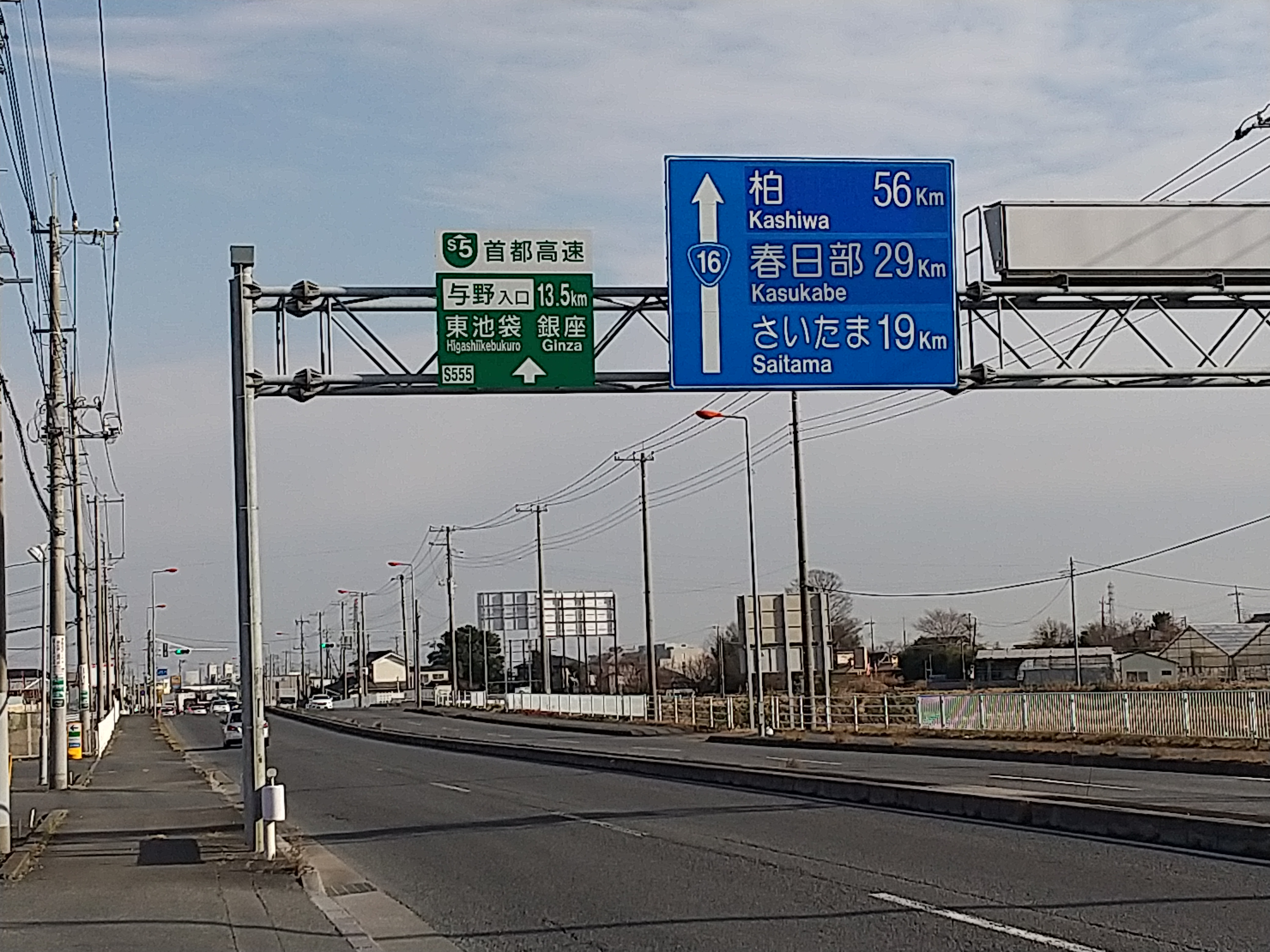
埼玉県川越市小仙波付近
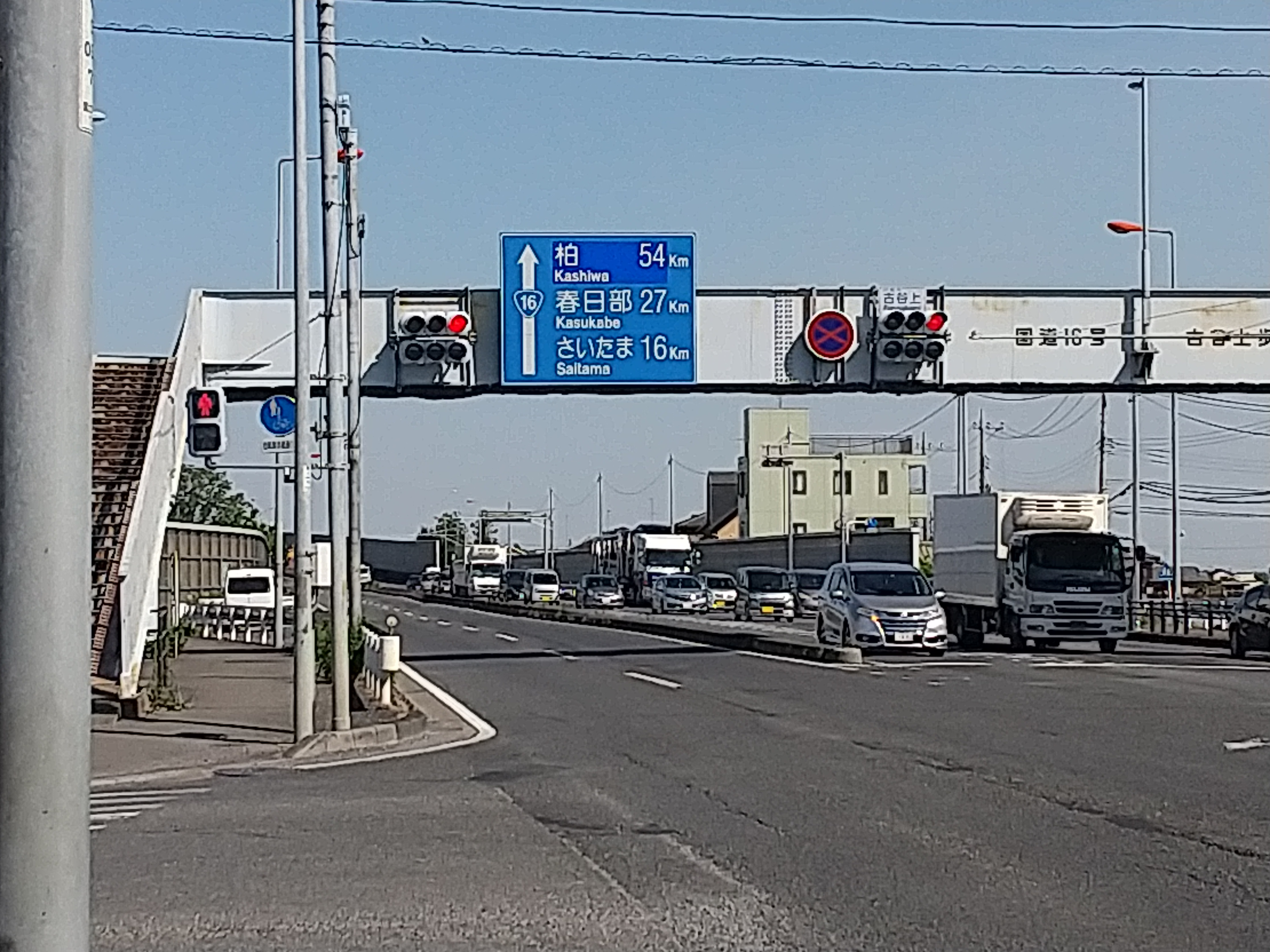
埼玉県川越市南古谷付近
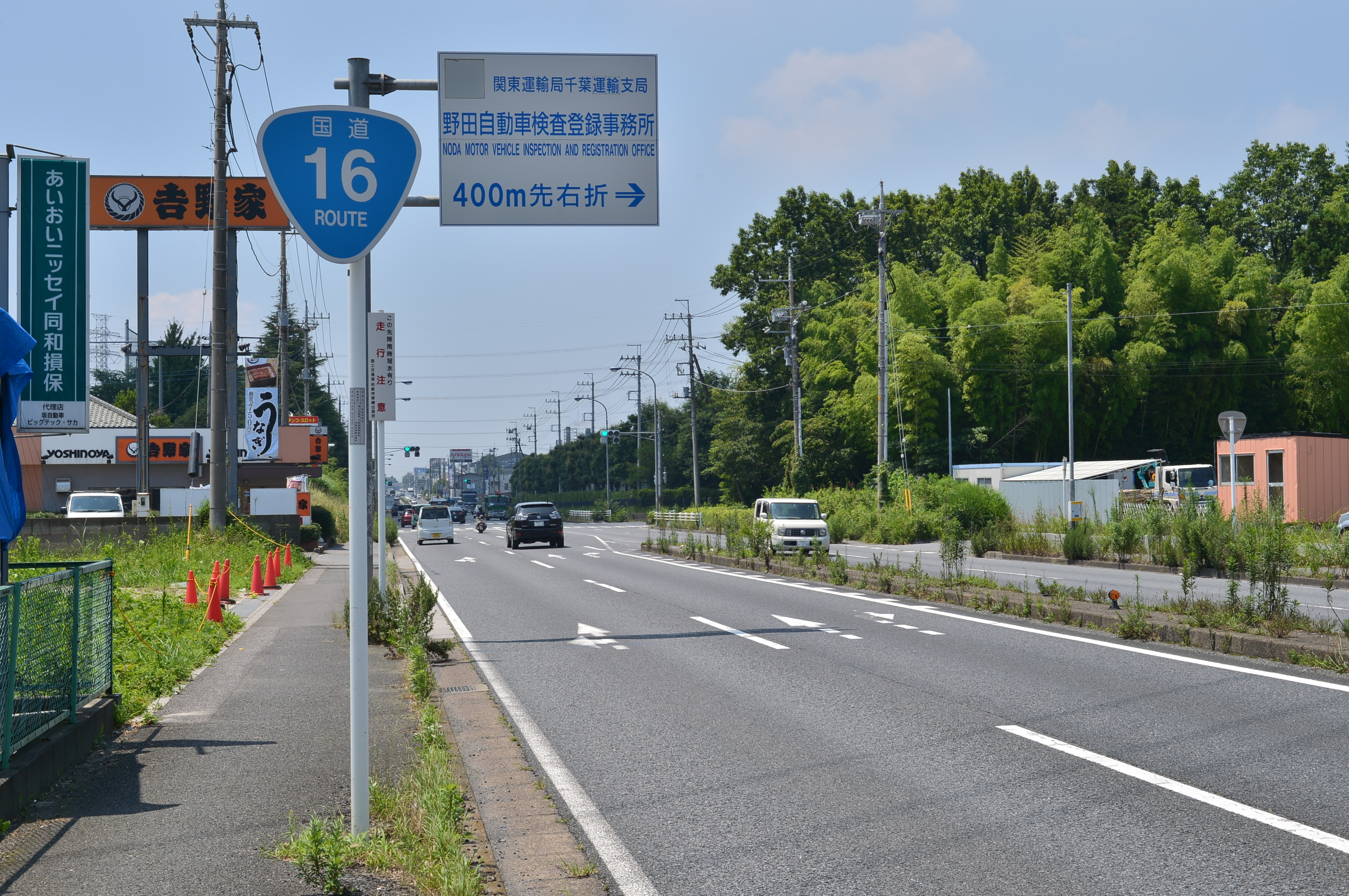
千葉県野田市下三ケ尾付近
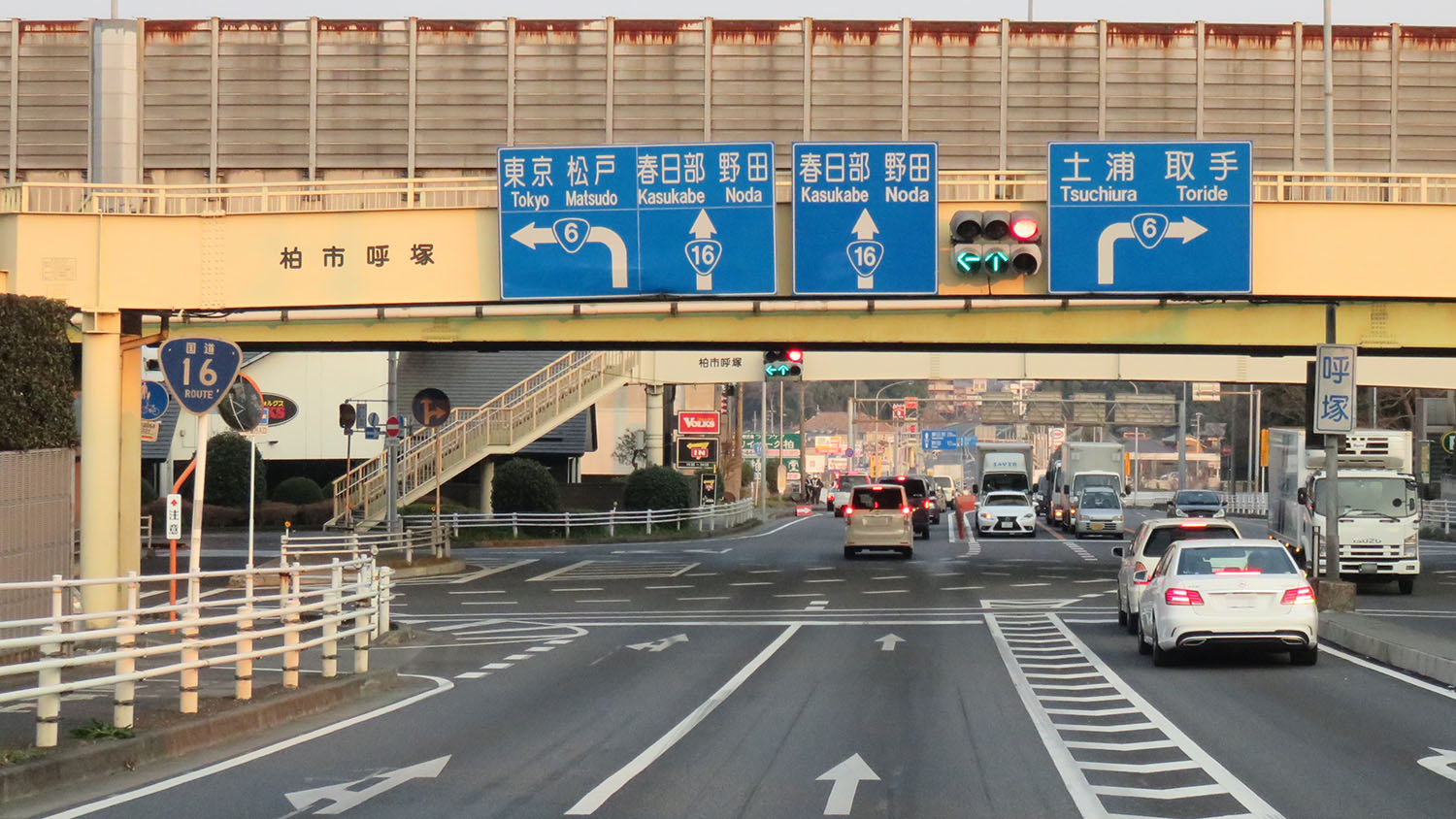
国道6号との分岐 千葉県柏市あけぼの2丁目付近